# Liste der Stolpersteine in Moers

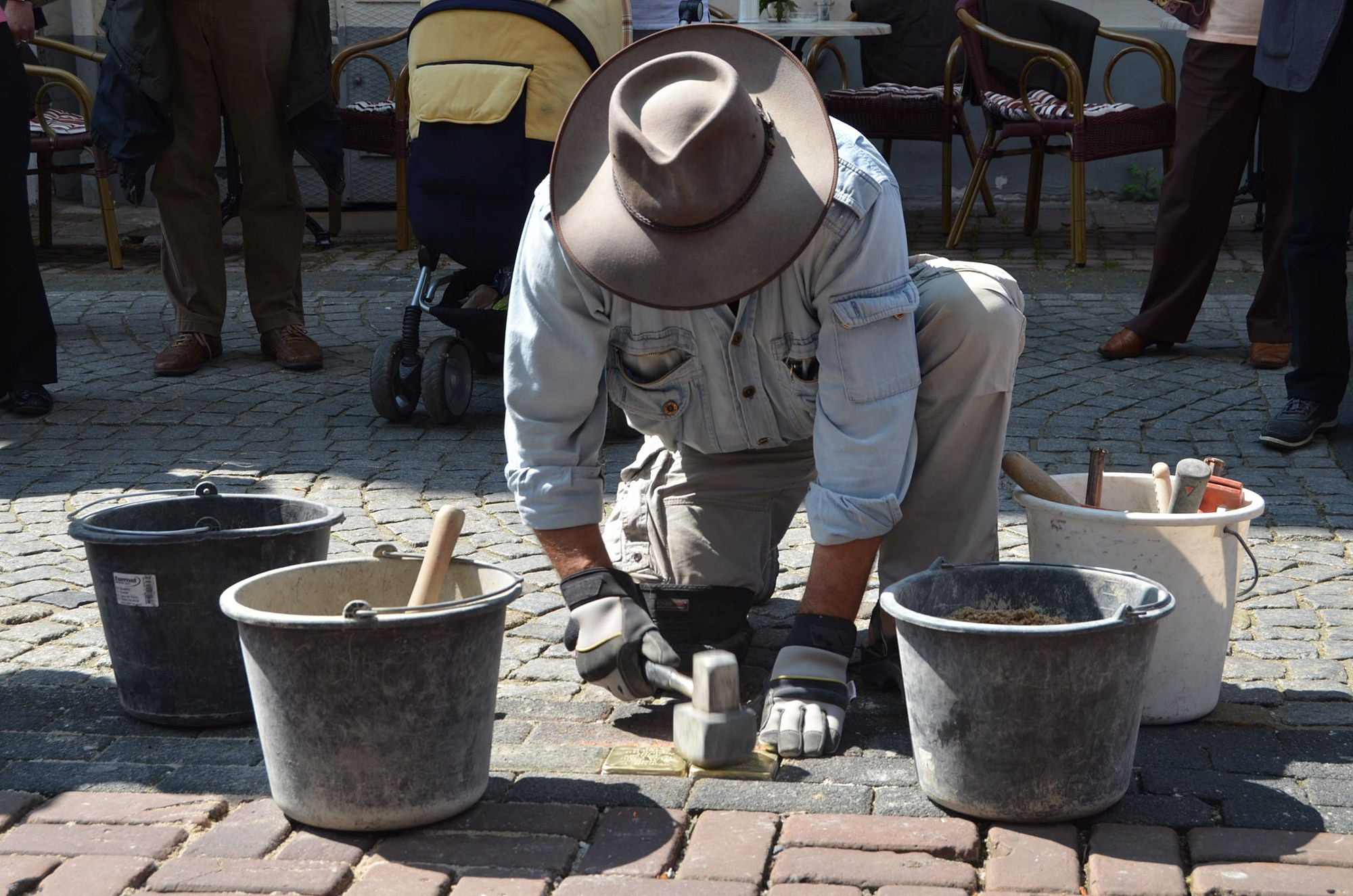
Verlegung der Stolpersteine von Gunter Demnig in der Moerser Kirchstraße (Mai 2013)

Die Liste der Stolpersteine in Moers gibt einen Überblick über die Schicksale der Opfer des Nationalsozialismus, an die mit den vom Kölner Künstler Gunter Demnig verlegten Stolpersteinen auf dem Gebiet der Stadt Moers erinnert werden soll. Bis zum Jahr 2021 wurden 121 Gedenksteine verlegt.

## Geschichte

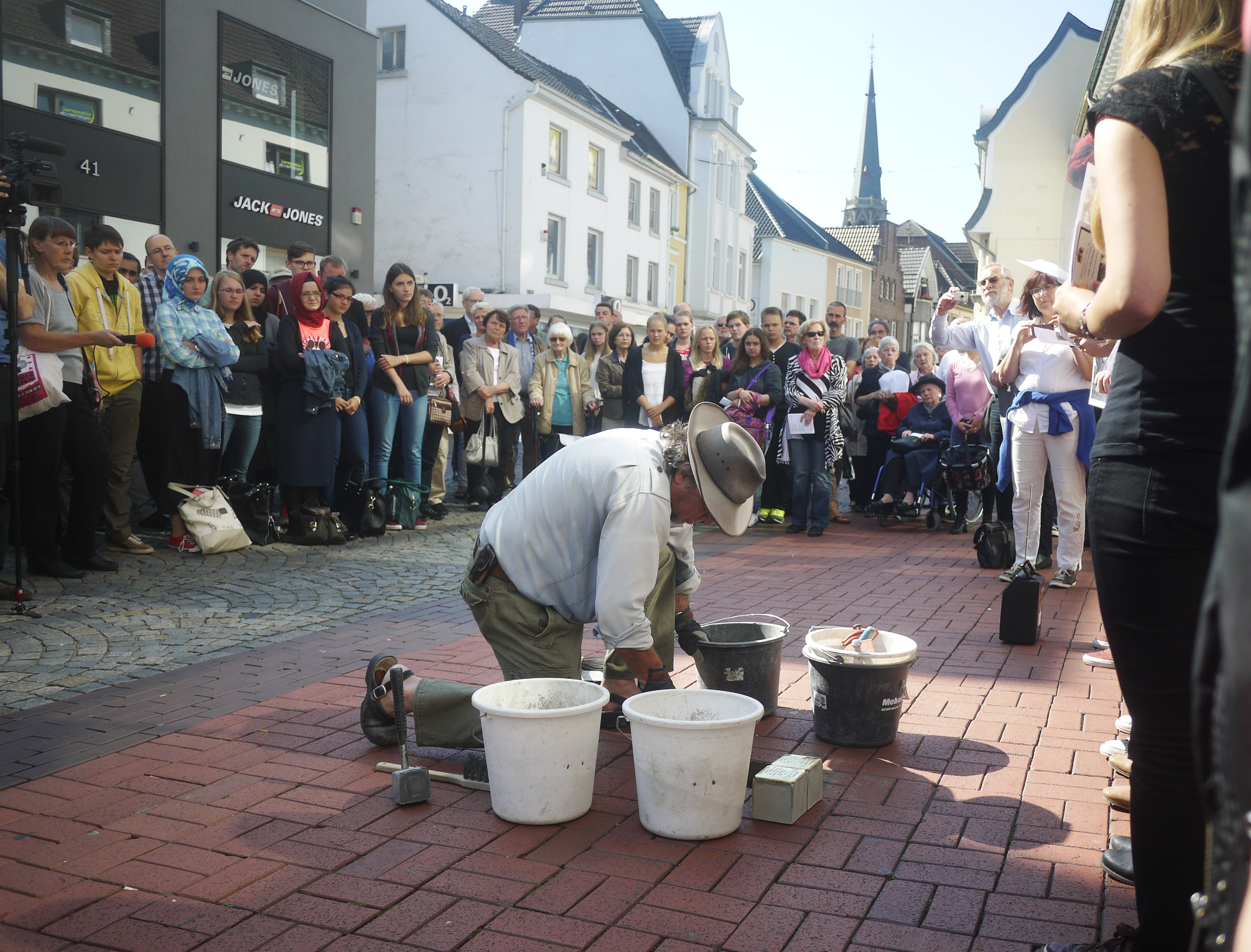
Verlegung der Stolpersteine in der Moerser Steinstraße am 27. August 2014

Die erste Anregung zur Verlegung von Stolpersteinen in Moers lieferten Schüler des Gymnasiums in den Filder Benden im Jahr 2004. Es folgte eine Erörterung und Abwägung der Argumente, da es sowohl negative Rezeption, zum Beispiel von der mit Moers verbundenen Judaistin Edna Brocke, die 2006 das Konzept der Stolpersteine ablehnte, da sie „ihre Landsleute mit Füßen getreten sieht“, als auch Zustimmung für diese international bekannte und verbreitete Art von Mahnmal gab. Die Diskussion blieb zunächst ohne Resultat.
Einige Jahre später nahmen die Vereine „Gesellschaft für Christlich-Jüdische Zusammenarbeit Moers“ und „Erinnern für die Zukunft“ die Planung wieder auf. Als Grundlage zur Verlegung legten diese die Zustimmung der Hinterbliebenen, sofern sie identifizierbar waren, fest. Im Juni 2011 sandten die Vereine einen Antrag für die städtische Genehmigung an den Bürgermeister Norbert Ballhaus. Am 22. September 2011 fand eine Vorberatung des städtischen Rats statt. Die führten erneut eine Diskussion, die die Zwiespältigkeit der Parteien deutlich machte. Mehrere Politiker (FDP, Die Linke) zeigten, auch unter Berufung auf Edna Brocke, Bedenken gegenüber den Stolpersteinen, wogegen sich die Fraktionen der SPD, FBG und Grünen einstimmig hinter das Projekt stellten. Diese Debatte, die ein Scheitern der Stolpersteine nahelegte, wurde am Entscheidungstag am 19. Oktober 2011 fortgesetzt. Der Rat stimmte dem Antrag letztendlich mit großer Mehrheit zu.

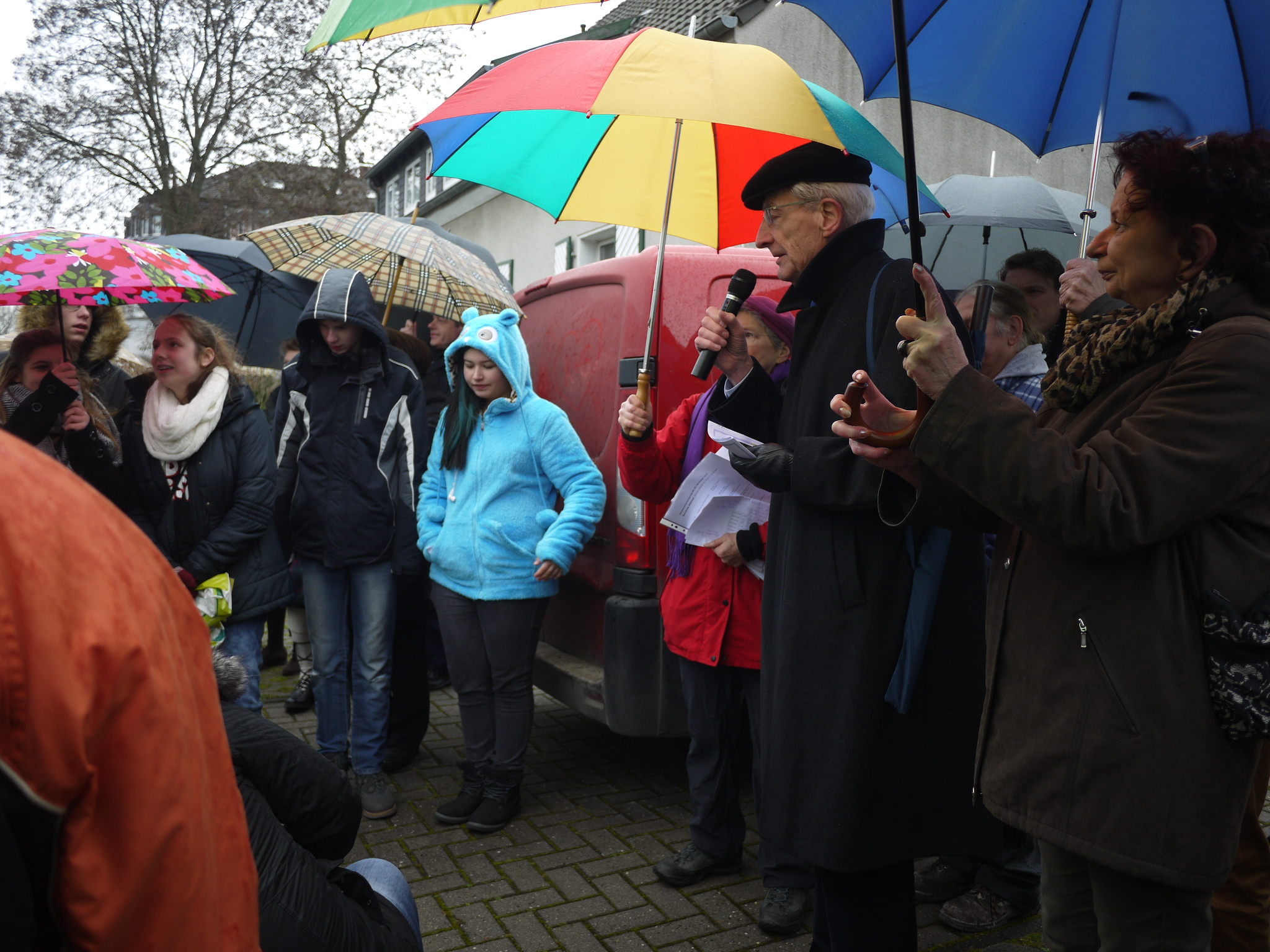
Gedenkrede von Jürgen Schmude bei der Verlegung von Stolpersteinen am 24. November 2015

Im Februar 2013 gab die Gesellschaft für Christlich-Jüdische Zusammenarbeit Moers die Verlegung von elf Stolpersteinen vor fünf Gebäuden bekannt. Diese fand am 27. Mai 2013 zwischen 15 Uhr und 17 Uhr statt. Am Abend des Tages hielt Gunter Demnig außerdem einen öffentlichen Vortrag im Alten Rathaus.
Am 27. August 2014 wurden, gefördert von der Gesellschaft für Christlich-Jüdische Zusammenarbeit und dem Verein Erinnern für die Zukunft, weitere 18 Stolpersteine an neun Standorten verlegt. Die Verlegung der Steine wurde begleitet von der Darstellung des Lebens der Ermordeten durch Schüler verschiedener Moerser Schulen, Liedvorträgen mit jiddischen Liedern und Arbeiterliedern und Gedichten von Wolfgang Borchert und Erich Fried. Teilweise berichteten Verwandte der Ermordeten über die Erinnerungen in ihren Familien.

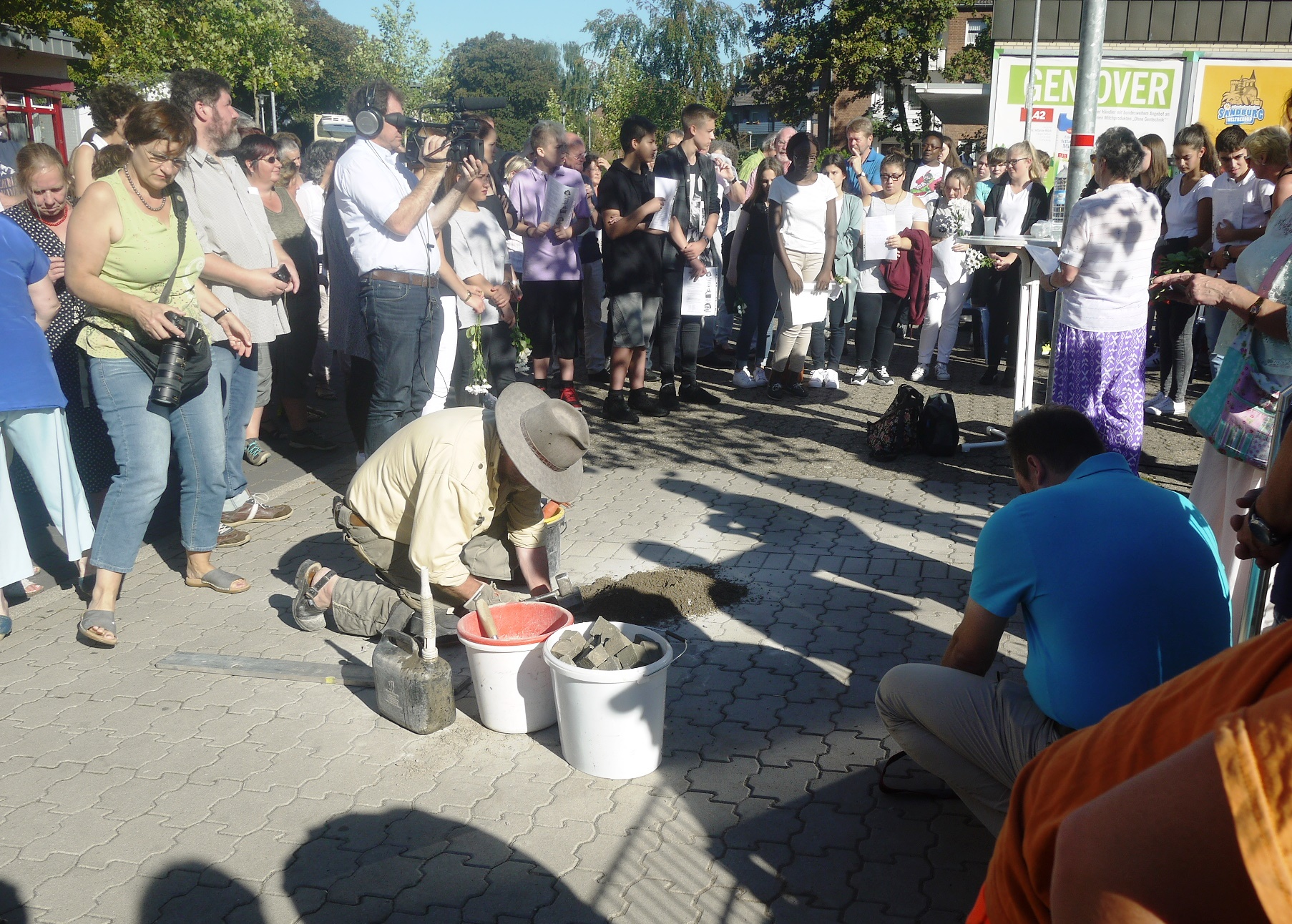
Verlegung der Stolpersteine in der Moerser Matthek am 25. August 2016

Bei der Verlegung sechs weiterer Stolpersteine am 24. November 2015 mahnte der ehemalige Bundesminister Jürgen Schmude im Rahmen seiner Erinnerung an Reinhold Büttner (Bismarckstraße 61), den Vater seines Vorgängers Fritz Büttner, an die Verantwortung für Menschen, die in Not sind, und ermunterte dazu, den Flüchtlingen, die den Weg nach Deutschland gefunden haben und hier vor Verfolgung, Unterdrückung und Krieg Schutz suchen, zur Seite zu stehen. Bei der Zeremonie zur Stolpersteinverlegung für Paul Ulrich am 27. November 2015 waren die beiden Töchter Hannelore und Helga anwesend. Im Bericht der Älteren, Hannelore, war immer noch der Schmerz deutlich spürbar, den die beiden Kinder – damals zehn und sieben Jahre alt – bei der Verhaftung ihres Vaters, bei den dann folgenden Anfeindungen von anderen Jugendlichen und der Angst vor dem Jugendamt sowie insbesondere von Hannelore bei ihrem einzigen Besuch bei ihrem Vater im Zuchthaus (1941) erlitten hatten. Weil mit Paul Ulrich auch Johann Esser erneut wegen „Hochverrat“ verhaftet und mit siebzehn weiteren Widerstandskämpfern zu langen Zuchthausstrafen verurteilt wurde, stimmten die Teilnehmer der Zeremonie begleitet vom Posaunenchor Moers das Lied Die Moorsoldaten an.

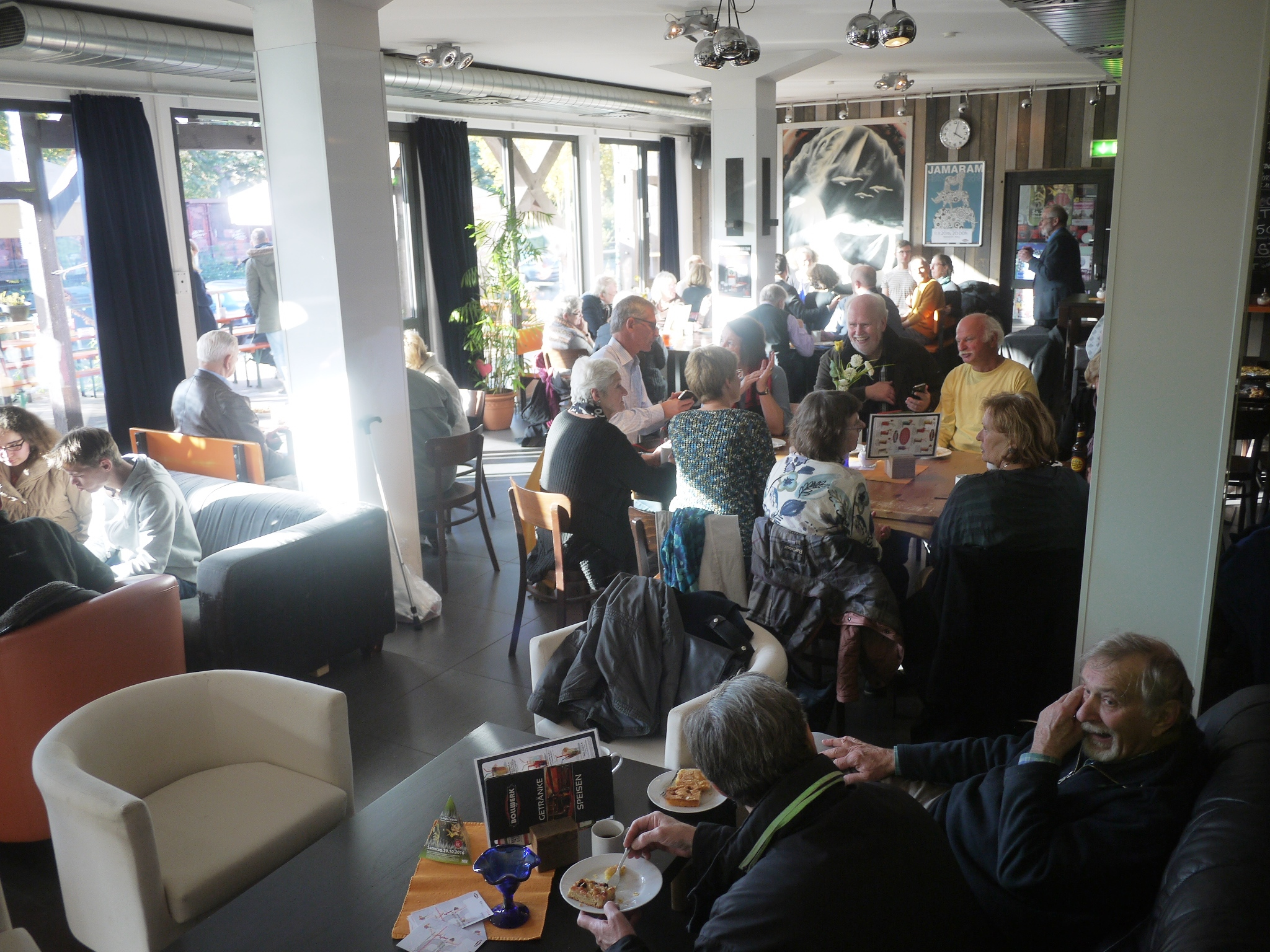
Nachtreffen nach der Stolpersteinverlegung für Karin Alt am 29. Oktober 2016 im Bollwerk 107

Im Jahr 2016 wurden an drei Tagen insgesamt 16 neue Stolpersteine verlegt. Es begann mit einer Verlegung von 6 Steinen im Wohnquartier Matthek. Aus einer ehemaligen Kaserne für belgische Besatzungstruppen nach dem Ersten Weltkrieg war hier um 1926 eine Arbeitersiedlung entstanden, in der wie in anderen Wohnbereichen der Bergarbeiter in Moers die KPD als politische Kraft sehr großen Einfluss hatte, war die Matthek einer der Orte, in der sich der Arbeiterwiderstand gegen die Nationalsozialisten deutlich zeigte. Weil die Siedlung in den 1960er Jahren durch moderne, mehrgeschossige Wohnbauten ersetzt worden war, können die tatsächlichen Wohnorte der NS-Opfer nicht mehr rekonstruiert werden. Deshalb hat man sich entschlossen, sechs Steine am Eingang der Siedlung in der Leipziger Straße gemeinsam zu verlegen. Annähernd 100 Menschen kamen, um der Gedenkfeier beizuwohnen, darunter bei vielen der Stolpersteine auch Angehörige der Ermordeten. Bürgermeister Christoph Fleischhauer rief auf, „nach vorne zu blicken, damit man sich nicht selbst Steine in den Weg legt.“ Schüler trugen mit Textbeiträgen und einem eigenen „Anne-Frank-Lied“ zur Erinnerung bei. Auch an allen anderen Verlegeorten zeigten Schüler mit Präsentationen, wie sie sich mit dem Thema und den von ihnen betreuten Opfergeschichten auseinandergesetzt hatten. Gewerkschaftssekretär Guido Freisewinkel wies bei der Verlegung in der Kirschenallee darauf hin, dass rechte Kräfte auch heute wieder eine Gefahr für die Demokratie darstellen.
Ein besonderes Ereignis war die Verlegung am 29. Oktober 2016. Hier wurde erstmals eines Opfers der sogenannten „Euthanasie“ der Nationalsozialisten gedacht. Der Wahnidee der „Ausmerzung“ „unwerten Lebens“ sind in der NS – Zeit über 200.000 Menschen zum Opfer gefallen, davon mehr als 100 im Altkreis Moers und ca. 30 Menschen in Moers. Die Gedenkfeier wurde eingeleitet durch ein Wiegenlied von Ilse Weber, mit einem Solopart der Moerserin Britta Benzenberg. Das erschreckende Vorgehen der Nationalsozialisten schilderte Maren Schmidt vom Verein „Erinnern für die Zukunft“ eindrucksvoll. Der stellvertretende Bürgermeister Ibrahim Yetin mahnte, diese Ereignisse weiterzutragen, damit die dahinter stehende Ideologie in der Zukunft keine Chance habe. Schüler der „Hilda-Heinemann-Schule. Förderschule für die geistige Entwicklung“ trugen vor, wie sie sich eine Zukunft von Karin Alt vorstellen, wenn sie nicht ermordet worden wäre. Erst durch die Aktion der Stolpersteine habe sich die Familie intensiv mit dem Schicksal von Karin Alt auseinandergesetzt und auch Spuren gefunden, berichtete Silvia Rosendahl, einer Nichte von Karin Alt. Die übliche Zusammenkunft nach dem Gedenkakt brachte viele Menschen ins Gespräch.
Im Jahr 2017 wurden weitere vier Stolpersteine für jüdische Mitbürger verlegt. Hinzu kamen Stolpersteine für zwei Widerständler, für einen Zeugen Jehova, für zwei Opfer der NS-Krankenmorde sowie für einen Bürger, der das Regime öffentlich kritisiert hatte. Begleitet waren die Verlegungen von Improvisationen auf der Trompete des Moerser „Improviser in Residence“, John Dennis-Renken. Die Stolpersteine des Jahres 2018 erinnern an drei jüdische Familien mit 9 Steinen sowie an vier Mitbürger, die der sogenannten „Euthanasie“ des NS-Regimes zum Opfer gefallen sind. In der Nacht unmittelbar nach der Verlegung waren drei der dreizehn verlegten Steine von Vandalen mit schwarzer Farbe beschmiert worden. Die Steine waren jedoch noch am selben Tag vom Verein „Erinnern für die Zukunft“ wieder gereinigt worden. Mit der Verlegung von neuen weiteren Stolpersteinen am 27. Mai 2019 gedachten die Moerser fünf jüdischen Opfern sowie vier Opfern der NS-Krankenmorde.

Daniela Grenz begleitet die Stolpersteinverlegung 2021 für die Familie Callmann / Sternberg. Von links: Willi Roderburg-Bastian, Dr. Bernhard Schmidt und Ulrich Hecker vom Verein Erinnern für die Zukunft, Heidi Nüchter-Blömeke und Martin Behnisch-Wittig von der Gesellschaft für Christlich-Jüdische Zusammenarbeit Moers sowie Bürgermeister Christoph Fleischhauer.

Die Stolpersteinverlegung am 7. Oktober 2020 erfolgte für neun Opfer an sechs Verlegestellen. Fünf Fälle betrafen erneut Krankenmorde, bei denen deutlich zum Ausdruck kommt, dass die „Vernichtung lebensunwerten Lebens“ durch die Nationalsozialisten systematisch betrieben wurde. In drei Fällen waren Angehörige anwesend, die sich ausdrücklich für das Gedenken durch die Verlegung von Stolpersteinen bedankten. Vieles war ihnen über das Schicksal der Ermordeten bis dahin unbekannt. Weitere vier Steine wurden für die jüdische Familie Isaacson verlegt. In diesem Fall berücksichtigte die Gesellschaft für Christlich Jüdische Zusammenarbeit Moers erstmals auch überlebende Opfer des Holocaust, weil im Schicksal der Familie besonders drastisch zum Ausdruck kommt, in welchem Ausmaß die jüdische Bevölkerung in Deutschland auch schon vor der systematischen Ermordung unter dem Nationalsozialismus litt.
Im Jahr 2021 wurden weitere 11 Stolpersteine verlegt. Die Verlegung erfolgte in diesem Jahr durch den städtischen Infrastrukturdienstleister enni., nachdem Gunter Demnig aufgrund der Corona-Pandemie seine Teilnahme abgesagt hatte. enni. hatte bereits in den Vorjahren bei den Verlegungen die technischen Vorbereitungen für die Gedenkakte durchgeführt. Verlegt wurden 6 Stolpersteine für eine jüdische Familie unter Anwesenheit des Bürgermeisters Christoph Fleischhauer. Das Ehepaar Siegfried und Jenny Callmann wurde mit ihren beiden Kindern Ernst-Ludwig und Leni am 10./11.12. 1941 in das Ghetto von Riga deportiert. Die Schwestern von Jenny, Adele und Rosa Sternberg, die bei der Familie Callmann lebten, wurden 1942 nach Theresienstadt verschleppt. Adele wurde in Theresienstadt, Rosa in Treblinka ermordet. Mit 5 weiteren Steinen wurde Opfern der NS-„Euthanasie“ gedacht. Darunter Ilse Schmidt, ein erst zweijähriges Kind. Sie starb in der „Kinderfachabteilung Waldniel“. Die Ansprache zum Gedenken hielt Claudia van Dyck als stellvertretende Bürgermeisterin. Anteil an den Gedenken nahmen erneut Verwandte der Ermordeten. Anlässlich des 80. Jahrestages der Deportation von 85 Juden der Moerser Synagogengemeinde fand am 11. Dezember 2021 eine gesonderte Gedenkveranstaltung unter Beteiligung von vier Moerser Schulen statt. Am Tag zuvor hatte bereits Winfried Nachtwei im Mercator Berufskolleg sowie am Abend im Vortragssaal des Alten Landratsamtes an die Deportationen nach Riga erinnert.

## Liste der Stolpersteine in Moers
| Bild / Lage                | Name                             | Geboren                  | Gestorben                                                    | Beschreibung | Verlegung                                                               |
| -------------------------- | -------------------------------- | ------------------------ | ------------------------------------------------------------ | --- | ----------------------------------------------------------------------- |
| Rathausplatz 1 (1) Lage    | Dr. Hermann Hirsch Bähr          | 13. Nov. 1882 Prenzlau   | unbekannt Auschwitz                                          | Hermann Bähr wurde am 13. November 1882 in Brandenburg geboren. 1920 heiratete er Helene Haas. Sie lebten zusammen im heute zerstörten Haus in der Kirchstraße 48. Dr. Hermann Bähr arbeitete als Arzt und hatte nicht nur jüdische Patienten. Außerdem war er der letzte Vorsteher der Synagogengemeinde Moers. Im Rahmen der Umsiedlung der jüdischen Bevölkerung musste Hermann Bähr mit seiner Frau in das Judenhaus in die Repelner Straße 2 ziehen. Am 25. Juli 1942 wurde er in das Ghetto Theresienstadt verlegt, bevor er am 19. Oktober 1944 in das Vernichtungslager des KZ Auschwitz kam. Das am 30. Juni 1987 eingeweihte Mahnmals für die ermordeten Moerser Juden befindet sich an der heutigen Dr. Hermann-Bähr-Straße. | 27. Mai 2013 Gymnasium Adolfinum                                        |
| Rathausplatz 1 (1) Lage    | Helene Hella Bähr (geb. Haas)    | 21. Apr. 1893 Borken     | unbekannt                                                    | Helene Haas wurde am 21. April 1893 in Borken geboren und lebte zunächst in der westfälischen Stadt. Nach der Heirat mit Dr. Hermann Bähr zog sie 1920 nach Moers. Zwei Jahre später brachte sie den gemeinsamen Sohn Günther zur Welt. Sie war aktiv im jüdischen Frauenverein der Stadt Moers. Im Rahmen der Umsiedlung der jüdischen Bevölkerung musste die gesetzestreue Helene Bähr mit ihrem Mann in das Judenhaus in die Repelner Straße 2 ziehen. Aufgrund ihrer Diabetes wurde ihr bereits vor der Verschleppung am 25. Juli 1942 in das Ghetto Theresienstadt ein Bein amputiert. Sie ist am 19. Oktober 1944 nach Auschwitz gekommen und dort verschollen. | 27. Mai 2013 Gymnasium Adolfinum                                        |
| Rathausplatz 1 (1) Lage    | Günther Bähr                     | 25. Feb. 1922 Düsseldorf | 21. Feb. 1945 Landeshut                                      | Günther Bähr wurde am 25. Februar 1922 als Sohn von Dr. Hermann und Helene Bähr geboren. Er besuchte die jüdische Volksschule und das Gymnasium Adolfinum. Er galt früh als intellektuell und leitete auch die letzte jüdische Gruppe von Jugendlichen in Moers. 1939 verließ er den Niederrhein und ging zur „Hachscharah“, einer zionistischen Organisation in verschiedene Ausbildungsgüter im Raum Berlin. Am 19. April 1943 wurde er vom Landwerk Neuendorf nach Auschwitz-Buna deportiert. Anfang 1945 wurde dieses Zwangsarbeiterlager evakuiert. Günter Bähr war mit einem Freund aus Moers, Werner Coppel, auf dem Todesmarsch von Auschwitz nach Gleiwitz. Am Abend des 20. Februar 1945 waren die Häftlinge in einen Stollen bei Landeshut (Niederschlesien) getrieben worden. In der Nacht ereignete sich hier eine Katastrophe. Die Türen waren verschlossen, die Häftlinge gerieten in Panik und versuchten herauszukommen. Am Morgen waren viele tot, darunter auch Günther Bär. Erstickt oder zu Tode getreten. | 27. Mai 2013 Gymnasium Adolfinum                                        |
| Kirchstraße 17 Lage        | Moritz Chaim                     | 5. Juli 1887 Tarnów      | unbekannt Riga                                               | Moritz Chaim (auch Chajm geschrieben) wurde 1887 im südpolnischen Tarnów geboren und legte seine polnische Staatsbürgerschaft nie ab. Nach seinem Umzug nach Homberg blieb er schuldfrei, weswegen ihm im Nationalsozialismus seine Aufenthaltsgenehmigung nicht entzogen wurde. Zusammen mit seiner Frau Golda und seinen – bis dahin – drei Kindern zog er 1928 nach Moers. 1919 wurde sein viertes Kind, ein Mädchen, geboren. Am 17. Oktober 1938 zog die Familie Chaim in die Kirchstraße. Am 10. Dezember mussten sie 1941 mit mehreren anderen Juden in die Uerdinger Straße 11 ziehen. Von hier wurde Moritz Chaim mit seiner Frau nur wenig später in das Ghetto nach Riga deportiert, wo er anschließend auch ermordet wurde. | 27. Mai 2013 Gymnasium Adolfinum                                        |
| \| Kirchstraße 17 Lage     | Golda Chaim (geb. Teitelbaum)    | 24. Aug. 1895 Tarnów     | unbekannt Riga                                               | Golda Teitelbaum war polnische Staatsbürgerin. Sie heiratete Moritz Chaim, mit dem sie vier Kinder hatte. 1928 zog die Familie nach Moers, wo sie seit 1938 in der Kirchstraße lebten. Die Kinder waren Schüler der jüdischen Volksschule. Nach dem Pogrom flüchteten alle vier Kinder ins Ausland. Die Eltern, Moritz und Golda Chaim, blieben in Moers. Im Dezember 1941 musste Familie Chaim in das Judenhaus Uerdinger Straße 11, in das Haus von Johanna Levy, ziehen. Von dort wurde Golda Chaim mit ihrem Mann nach Riga deportiert und später ermordet. | 27. Mai 2013 Gymnasium Adolfinum                                        |
| Neustraße 36 Lage          | Leopold Moses                    | 27. Apr. 1877 Moers      | unbekannt Riga                                               | Leopold Moses war Sohn des Immobilienmaklers Jakob Moses und dessen Frau Sara. Mit seiner Frau Amalie Moses (geborene Cappel) bekam er die drei Kinder Arthur, Hildegard (verheiratete Bachrach) und Edith (verheiratete Wolff). Er arbeitete zunächst als Viehhändler. Hinter seinem Haus in der Neustraße 36 hatte er seinen Stall mit Kühen. Nach dem Tod des Vaters übernahm er dessen Geschäft. Um 1938 musste er sein Haus an einen Handwerker aus der Nachbarschaft verkaufen und in ein Haus in der Augustastraße ziehen, wo er mit anderen Juden zusammen lebte. Hier starb seine Frau Amalia. Während sein Sohn in die USA emigrierte und seine Tochter Edith nach Argentinien fliehen konnte, wurde seine Tochter Hildegard wie er im Dezember 1941 nach Riga verschleppt. Leopold Moses wurde in Riga ermordet. | 27. Mai 2013 Gymnasium Filder Benden                                    |
| Neustraße 36 Lage          | Hildegard Bachrach (geb. Moses)  | 14. Nov. 1907 Moers      | unbekannt KZ Stutthof                                        | Hildegard Bachrach war eines von drei Kindern von Leopold und Amalie Moses. Sie Lebte in Moers, Schwalenberg und Hannover. Von Hannover wurde sie im Dezember 1941 in das Ghetto Riga deportiert. Zum 1. Oktober 1944 kam sie in das KZ Stutthof. Hildegard Bachrach wurde für tot erklärt. | 27. Mai 2013 Gymnasium Filder Benden                                    |
| Neustraße 33 Lage          | Dr. Julius Coppel                | 9. Jan. 1880 Homberg     | unbekannt Riga                                               | Der Tierarzt Dr. Julius Coppel lebte seit 1908 in Moers, war von hoher Bildung und erfuhr merkliches Ansehen aus der Bevölkerung. Er heiratete Sofie Meyerhoff und erwarb 1919 das Haus in der Neustraße 33a. Um 1938/1939 wurde das Ehepaar Coppel verpflichtet, andere Moerser Juden bei sich aufzunehmen. Die am 15. Dezember 1938 bei der Behörde in Moers beantragte Kennkarte unterschrieb Julius Coppel ohne den vorgeschriebenen Zwangsvornamen „Israel“ und zeigte so Widerstand gegen den Nationalsozialismus. Er wurde mit dem ersten großen Transport am 10. Dezember 1941 nach Riga deportiert und dort später auch ermordet. | 27. Mai 2013 Gymnasium Filder Benden                                    |
| Neustraße 33 Lage          | Sofie Coppel (geb. Meyerhoff)    | 23. Apr. 1884            | 27. Juli 1941 Moers                                          | Sofie Coppel war die Ehefrau des Tierarztes Dr. Julius Coppel und starb nach schwerer Krankheit am 24. Juli 1941. | 27. Mai 2013 Gymnasium Filder Benden                                    |
| Augustastraße 2 Lage       | Theodora Leiss (geb. Chwirot)    | 22. Jan. 1917            | 4. Feb. 1943 Sachsenhausen                                   | Theodora Chwirot wurde 1917 geboren und heiratete 1939 Wenzeslaus „Wenzel“ Leiss. Am 14. Dezember 1942 soll dieser als Panzergrenadier der 6. Deutschen Armee bei einem Angriff auf Stalingrad zur Roten Armee übergelaufen sein. Es ist nicht auszuschließen, dass er auch einfach in Gefangenschaft geriet. Die Krefelder Kriminalpolizei überwachte daraufhin heimlich seine Familie. Am 3. Februar 1943 wurde die hochschwangere Theodora, ihre dreijährige Tochter Marianne sowie die Familie ihres Mannes (Mutter Josefa, Brüder Felix und Josef, Schwester Hanna (ebenfalls hochschwanger) und deren Schweizer Mann Wilhelm Christen) verhaftet (Sippenhaftung), in das KZ Sachsenhausen deportiert und dort zwei Tage nach ihrer Ankunft ohne ein richterliches Urteil ermordet. 1949 kehrte Wenzel aus sowjetischer Gefangenschaft zurück und kam zunächst bei der Mutter seines Schwagers unter. Er bestritt zu Lebzeiten ein Überlaufen, da er seine Familie nicht gefährden wollte. Er starb 1983 ohne zu erfahren, was wirklich mit seiner Familie geschah. Elf Tage nach dem Tod von Theodora und Marianne Leiss sprach die Presse von einer „polnischen Verräterfamilie“, während in der vollständig erhaltenen Gestapo-Akte steht, dass gegen die Familie Leiss „in krimineller und politischer Sicht […] nichts Nachteiliges bekannt oder zu ermitteln“ war. Bereits im Jahr 1947 wurde die ehemalige Eitelstraße in Meerbeck zur Erinnerung an das Schicksal der Familie in Leissstraße umbenannt. | 27. Mai 2013 Katholische Grundschule St. Marien / Mercator Berufskolleg |
| Augustastraße 2 Lage       | Marianne Leiss                   | 21. Jan. 1940            | 4. Feb. 1943 Sachsenhausen                                   | Die Tochter von Wenzel und Theodora Leiss wurde zusammen mit ihrer Mutter verhaftet und im Alter von drei Jahren im Konzentrationslager Sachsenhausen ermordet. | 27. Mai 2013 Katholische Grundschule St. Marien / Mercator Berufskolleg |
| Steinstraße 19 Lage        | Helene Leyser                    | 8. Nov. 1887             | unbekannt Riga                                               | Helene Leyser war die Tochter des Metzgers Jakob Leyser und dessen Frau Rosa, geb. Marx. Die Familie Leyser war bereits seit Beginn des 18. Jahrhunderts in Moers ansässig. Helene hatte sieben Geschwister. Gemeinsam mit ihrer Schwester Julie betrieb sie direkt neben der elterlichen Metzgerei eine kleine Parfümerie. Sie blieb unverheiratet und führte nach dem Tod der Mutter den Haushalt. Helene Leiser wurde am 11.12.1941 nach Riga deportiert, wo sie ermordet wurde. | 27. Aug. 2014 Hermann Runge Gesamtschule                                |
| Steinstraße 19 Lage        | Hugo Leyser                      | 27. Feb. 1889            | unbekannt Riga                                               | Hugo Leyser war der Sohn des Metzgers Jakob Leyser und dessen Frau Rosa, geb. Marx. Er hatte sieben Geschwister. Hugo war Soldat im Ersten Weltkrieg und mit einer Nichtjüdin aus Duisburg verheiratet. Mit ihr hatte er zwei Kinder. Die Ehe wurde geschieden und Hugo heiratete ein zweites Mal. Er wurde 1941 nach Riga deportiert. Von dort wurde er in das KZ Kauen verschleppt. Schließlich kam er in das KZ Dachau, wo er befreit wurde. Danach ist Hugo Leyser verschollen. Seine Kinder überlebten den Holocaust und kehrten nach Duisburg zurück. Seine 2. Frau Else, geb. Sternberg, wurde in Stutthof ermordet. | 27. Aug. 2014 Hermann Runge Gesamtschule                                |
| Steinstraße 19 Lage        | Jenny Leyser (geb. Meier)        | 18. Aug. 1884            | unbekannt Riga                                               | Jenny Leyser, geb. Meier, stammte aus Krefeld und war mit Siegmund Leyser verheiratet. Beide hatten zwei Söhne, Ernst (* 1912) und Hermann (* 1913) und betrieben ein Geschäft. Sie wohnten in der Homberger Straße 16. Die Söhne besuchten die jüdische Volksschule bei Lehrer Kahn und das Adolfinum. Die Söhne konnten der Shoa entkommen. Ernst ging 1937 Italien und konnte schon nach Kriegsausbruch 1939 mit einem englischen Schiff nach Brasilien fliehen. Hermann verließ Deutschland schon im August 1933. Er hatte einen Artikel über soziale Ungerechtigkeit im „Reichsbanner“ publiziert. Er wurde nach einer Internierung in England zu Kriegsbeginn Mitglied der britischen Armee. Jenny Leyser wurde 1941 nach Riga deportiert und dort ermordet. | 27. Aug. 2014 Hermann Runge Gesamtschule                                |
| Steinstraße 19 Lage        | Julie Leyser (verh. Schäfer)     | 14. Apr. 1893            | 21. Feb. 1945 Auschwitz                                      | Julie Leyser war die Tochter des Metzgers Jakob Leyser und dessen Frau Rosa, geb. Marx. Sie betrieb mit ihrer Schwester Helene eine kleine Parfümerie unmittelbar neben der Metzgerei des Vaters und war mit einem Nichtjuden verheiratet. Mit ihm lebte sie in Düsseldorf. Nach dem Tod ihres Mannes verlor sie dessen Schutz und wurde am 25. Juni 1943 nach Theresienstadt deportiert. Sie wurde am 19. Oktober 1944 in Auschwitz ermordet. | 27. Aug. 2014 Hermann Runge Gesamtschule                                |
| Steinstraße 19 Lage        | Louis Leyser                     | 22. Feb. 1890            | 21. Feb. 1945 Auschwitz                                      | Louis Leyser war der Sohn des Metzgers Jakob Leyser und dessen Frau Rosa, geb. Marx. Er verlor im Ersten Weltkrieg einen Arm und erhielt dafür das Eiserne Kreuz. Er wurde am 25. Juli 1942 nach Theresienstadt, von dort am 6. Oktober 1944 in das Vernichtungslager Auschwitz-Birkenau deportiert, wo er am 21. Februar 1945 ermordet wurde. Louis Leyser hat beim Verlassen seiner Wohnung das Eiserne Kreuz demonstrativ auf den Tisch gelegt. | 27. Aug. 2014 Hermann Runge Gesamtschule                                |
| Steinstraße 19 Lage        | Siegmund Leyser                  | 17. Feb. 1883            | unbekannt Riga                                               | Siegmund Leyser hat im Ersten Weltkrieg als Soldat gedient. Als ältester Sohn von Jakob Leyser und dessen Frau Rosa erlernte er den Metzgerberuf. Zusammen mit seiner Frau Jenny führte er das väterliche Geschäft fort. Mit seinem Sohn Ernst, der ein aktiver Leichtathlet war, besuchte er sonntags oft den Grafschafter Spielverein. Während seinen Kindern die Flucht gelang wurde Siegmund Leyser 1941 nach Riga deportiert, wo er ermordet wurde. | 27. Aug. 2014 Hermann Runge Gesamtschule                                |
| Steinstraße 30 Lage        | Albert Windmüller                | 1881                     | unbekannt Auschwitz                                          | Albert Windmöller war der Sohn des Moersers Max Windmöller (gest. 1936 in Krefeld). Er hatte zwei Schwestern, Johanna und Paula. Im Ersten Weltkrieg war er Soldat gewesen. Nach dem Krieg war er Mitglied des Rates der Stadt Moers. Beruflich arbeitete er eng mit seinem Schwager Paul Berkley zusammen. Sie hatten Textilgeschäfte in Meerbeck und Hochheide, ein Haushaltswarengeschäft in Lintfort (HAWABA) und das GLORIA-Kino in Rheinhausen. Mit seiner Frau floh er über Mailand nach Frankreich, wo beide bei einer Razzia festgenommen und im Lager Drancy interniert wurden. Die letzte Nachricht über ihren Verbleib erhielt seine Tochter Gertrud aus Auschwitz. | 27. Aug. 2014 Grafschafter Gymnasium                                    |
| Steinstraße 30 Lage        | Else Windmüller                  | 1891                     | unbekannt Auschwitz                                          | Else Windmöller war die Frau von Albert Windmöller. Mit ihm hatte sie die Tochter Gertrud (* 1913), die nach dem Besuch der jüdischen Volksschule am Lyzeum das Abitur machte. Diese war nach der Machtergreifung nach Mailand gezogen, um dort ihr in Bonn angefangenes Medizinstudium fortsetzen zu können. Else Windmöller zog mit ihrem Mann 1934 nach Krefeld, um den Diskriminierungen weniger ausgesetzt zu sein. Als sie beruflich keine Perspektive mehr in Deutschland sahen, gingen die Eheleute Windmöller 1938 zu ihrer Tochter nach Mailand, die mittlerweile verheiratet war und ein Kind bekam. Weil dort ihre Aufenthaltsgenehmigung nicht mehr verlängert wurde, setzten die Eltern ihre Flucht fort und gingen zunächst nach Paris, dann nach Pau in den Pyrenäen. In der Nähe von Chambéry wurden sie bei einer Razzia festgenommen und in das Lager Drancy bei Paris verbracht. Von dort wurden sie nach Auschwitz deportiert. | 27. Aug. 2014 Grafschafter Gymnasium                                    |
| Steinstraße 45 Lage        | Julius Busack                    | 1880                     | 29. Okt. 1943 Auschwitz                                      | Julius Busack führte in der Steinstraße ein Geschäft für Herren- und Knabenbekleidung. Er war mit Helene Kugelmann (gest. 1933) aus Korbach verheiratet. Sie hatten drei Kinder, Liese (* 1909), Lore (* 1913) und Paul (* 1917). Ende 1937 ging das Geschäft an einen Nichtjuden über. 1938 floh die Familie nach Holland. Während den Kindern die weitere Flucht gelang, wurde Julius Busack gefasst, 1942 nach Auschwitz deportiert und dort am 29. Oktober 1943 ermordet. | 27. Aug. 2014 Heinrich-Pattberg-Realschule                              |
| Prinzenstraße 5 Lage       | Karl Coppel                      | 17. Nov. 1881            | unbekannt Riga                                               | Karl Coppel war der dritte Sohn von Sigmund und Friederike Coppel, deren Grabsteine noch heute auf dem jüdischen Friedhof Moers an der Klever Straße zu sehen sind. Er wurde im Ersten Weltkrieg mehrfach verwundet und geriet in französische Kriegsgefangenschaft. Er arbeitete als Viehhändler, wobei die wirtschaftlichen Verhältnisse infolge seiner angegriffenen Gesundheit schwierig waren. Er und seine Familie mussten ihre letzte Zeit in Moers im Judenhaus in der Uerdinger Straße 11 verbringen. Karl Coppel wurde mit seiner Frau Gudula und seinem Sohn Günter 1941 nach Riga deportiert und ermordet. | 27. Aug. 2014 Gymnasium Filder Benden                                   |
| Prinzenstraße 5 Lage       | Gudula Coppel (geb. Jonas)       | 2. Jan. 1894             | unbekannt Riga                                               | Gudula Coppel stammte aus Walberberg bei Brühl. Mit ihrem Mann Karl Coppel bekam sie 1925 und 1930 die Söhne Werner und Günter. Werner konnte die jüdische Volksschule noch abschließen, bevor sie 1939 geschlossen wurde. Günter musste ab 1939 nach Krefeld in die jüdische Schule gehen. Werner arbeitete zunächst in einer Ziegelei, wo er als Jude entlassen wurde. Zusammen mit Günther Bähr ging er zur Hachscharah in einen Kibbuz nach Havelberg. Kurz vor der Deportation der Familie konnte er sie 1941 noch einmal in der Uerdinger Straße besuchen. Werner wurde danach nach Auschwitz deportiert. Er überlebte auch den Todesmarsch von Auschwitz nach Gleiwitz, auf dem sein Freund Günther Bähr umkam, und ging nach dem Krieg in die USA. Nach dem Rückzug aus dem Geschäftsleben berichtete er in Schulen und Vereinen als Zeitzeuge über die Shoah. Gudula Coppel wurde 1941 mit ihrem Mann und ihrem Sohn Günter 1941 nach Riga deportiert und ermordet. | 27. Aug. 2014 Gymnasium Filder Benden                                   |
| Prinzenstraße 5 Lage       | Günter Coppel                    | 1930                     | unbekannt Riga                                               | Günter Coppel war der Sohn von Karl und Gudula Coppel. Er wurde 1941 als elfjähriges Kind mit seinen Eltern nach Riga deportiert und ermordet. | 27. Aug. 2014 Gymnasium Filder Benden                                   |
| Lotharstraße 34 Lage       | Dr. Alois Meyer                  | 1881                     | unbekannt Plötzensee                                         | Dr. Alois Meyer war ein beliebter Knappschaftsarzt, der trotz Warnungen häufig offene Kritik am Nazi-Regime übte. Er wurde denunziert und am 8. September 1943 in seiner Praxis verhaftet. Das letzte Lebenszeichen ist ein Brief aus dem Jahr 1945, den er in Plötzensee geschrieben hat, aus dem hervorgeht, dass er mit seinem Tod rechnete. Die Todesumstände sind ungeklärt. | 27. Aug. 2014 Berufliches Gymnasium im Herrmann Gmeiner Berufskolleg    |
| Kirschenallee 11 Lage      | Karl Zwanzig                     | 1902                     | 5. Apr. 1945 Zuchthaus Werl                                  | Karl Zwanzig war Kommunist und wurde wegen seiner Kritik am Nazi-Regime denunziert und 1944 verhaftet. Er wurde in das Zuchthaus Werl eingeliefert und starb dort kurz vor Kriegsende an einer Schuss Verletzung. | 27. Aug. 2014 Justus von Liebig Hauptschule                             |
| Lindenstraße 7G Lage       | Albert Freiberg                  | 1885                     | 5. Feb. 1937 Zuchthaus Derendorf                             | Albert Freiberg war Mitglied der KPD und im Widerstand aktiv. Er wurde denunziert, 1935 verhaftet und in die Haftanstalt Düsseldorf-Derendorf eingewiesen. Man warf ihm vor, dass er in seinem Keller ein Waffenlager gehabt habe. Zeugen berichteten, dass es sich um zwei alte, verrostete Pistolen gehandelt habe. Er wurde im „Prozess Rautenberg und andere“ vor dem Oberlandesgericht Hamm zu sieben Jahren Zuchthaus verurteilt. Nach Haft in Lüttringhausen wurde er zur Behandlung in das Krankenhaus der Haftanstalt Düsseldorf - Derendorf verlegt, wo er verstarb. | 27. Aug. 2014 KAB St. Marien                                            |
| Homberger Straße 182 Lage  | Alex Nöthen                      | 1885                     | 7. Juli 1935 Duisburg                                        | Alex Nöthen, geb. am 5. Januar 1885, war Bergmann und Mitglied im Bergarbeiterverein. Er war Betriebsratsvorsitzender und ab 1928 Grubenkontrolleuer. Er war seit 1918 Mitglied der SPD und verlor seine Arbeit 1933. Im Widerstand war er aktiv im Kreis der „Brotfahrer“ um Hermann Runge. Er wurde wie viele Sozialdemokraten im Kreis Moers und im Raum Duisburg 1935 verhaftet und starb unter der Folter der Gestapo im Polizeigefängnis in Duisburg. Für Alex Nöthen gibt es ein Ehrengrab auf dem Friedhof in Meerbeck und nach ihm ist eine Straße in Moers-Hochstraß benannt. | 27. Aug. 2014 Geschwister Scholl Gesamtschule                           |
| Ruhrstraße 76 Lage         | Josef Leiss                      | 1916                     | Feb. 1943 Sachsenhausen                                      | Josef Leiss wurde am 2. Februar 1943 wie viele andere Mitglieder seiner Familie wegen Sippenhaft verhaftet; siehe die Beschreibung zu Theodora Leiss | 27. Aug. 2014 Uhrschule Meerbeck                                        |
| Ruhrstraße 76 Lage         | Josefa Leiss                     | 1881                     | Feb. 1943 Sachsenhausen                                      | Josefa Leiss wurde am 2. Februar 1943 wie viele andere Mitglieder ihrer Familie wegen Sippenhaft verhaftet; siehe die Beschreibung zu Theodora Leiss | 27. Aug. 2014 Uhrschule Meerbeck                                        |
| Bismarckstraße 61 Lage     | Reinhold Büttner                 | 1879                     | 5. Juli 1935 Polizeipräsidium Duisburg                       | Reinhold Büttner wurde als siebtes Kind einer Bergarbeiterfamilie im Waldenburger Bergland geboren. Er hatte zwei Kinder und war SPD – Mitglied. Er gehörte zum Kreis der Widerstandskämpfer um Hermann Runge. Er wurde am 25. Juni 1935 verhaftet und starb bei den Verhören am 5. Juli 1935 im Polizeipräsidium Duisburg. Nach Reinhold Büttner ist eine Straße in Moers benannt. Sein Sohn Fritz Büttner vertrat den Kreis Moers für zwölf Jahre im Deutschen Bundestag als Abgeordneter der SPD. | 24. Nov. 2015 Justus von Liebig Hauptschule                             |
| Donaustraße 123 Lage       | Hermann Scheffler                | 1899                     | 21. Nov. 1943 Ostfront                                       | Hermann Scheffler, verheiratet, ein Kind, hatte am Ersten Weltkrieg teilgenommen und das Verwundetenabzeichen in Schwarz erhalten. Er war KPD-Mitglied und langjähriger Betriebsratsvorsitzender der Schachtanlage Rheinpreußen V sowie Mitglied der Ortsbezirksleitung des Einheitsverbandes der Bergleute. Er wurde 1929 in den Gemeinderat von Repelen-Baerl gewählt und war dort Sprecher der KPD-Gruppe. Aufgrund einer Beteiligung an einem Streik im Januar 1931 verlor er seine Arbeit als Bergmann. Er gehörte zum Widerstand der KPD gegen den Nationalsozialismus. Bei ihm fanden mehrfach Hausdurchsuchungen der SS, SA und der örtlichen Polizei statt. Er wurde am 21. Juni 1935 als Mitglied der Gruppe um Ferdinand Jahny (Instrukteur des illegalen KPD-Unterbezirks Moers) verhaftet und musste eine Haftstrafe von zwei Jahren und neun Monaten im Zuchthaus Lüttringhausen Butzbach verbüßen. Er wurde am 21. März 1938 entlassen und musste sich regelmäßig bei der Polizei melden, wo man ihm gewaltsam die Wehrwürdigkeit aufzwang. Hermann Scheffler fiel am 21. November 1943 an der Ostfront. | 24. Nov. 2015 Herrmann Gmeiner Berufskolleg                             |
| Warndtstraße 22 Lage       | Gustav Schwede                   | 1904                     | 21. Sep. 1942 Haftfolgen                                     | Gustav Schwede war KPD – Mitglied und gehörte zum Widerstand gegen den Nationalsozialismus. Er wurde am 26. Mai 1935 verhaftet und musste eine Haftstrafe im Zuchthaus Lüttringhausen Butzbach sowie im KZ Aschendorfer Moor verbüßen. Er starb am 21. September 1942 an den Haftfolgen. | 24. Nov. 2015 Hilda Heinemann Schule                                    |
| Elbestraße 9 Lage          | Franz Saumer                     | 1899                     | 4. Feb. 1944 Zuchthaus Halle/Saale                           | Franz Saumer, Zeuge Jehovas, wurde 1943 verhaftet. Er verweigerte aus Glaubensgründen den Kriegsdienst und wurde vom Kriegsgericht Torgau am 12. Januar 1944 zum Tode verurteilt. Am 4. Februar wurde er im Zuchthaus Halle/S. hingerichtet. Zur Erinnerung an ihn gibt es in Moers den Franz-Saumer-Weg. | 24. Nov. 2015 Hilda Heinemann Schule                                    |
| Elbestraße 34 Lage         | Gustav Grossmann                 | 1886                     | 11. Juli 1935 Polizeigefängnis Duisburg                      | Gustav Grossmann, der als Widerstandskämpfer im Kreis um Hermann Runge aktiv war, wurde am 9. Juli 1935 verhaftet und am 11. Juli 1935 im Polizeigefängnis Duisburg ermordet. Nach Gustav Großmann ist eine Straße in Moers benannt. | 24. Nov. 2015 Geschwister Scholl Gesamtschule                           |
| Wetterstraße 34 Lage       | Hermann Vennemann                | 1895                     | 6. Juni 1936 Zuchthaus Lüttringhausen                        | Hermann Vennemann wurde als Mitglied der KPD 1933 nach der Machtergreifung der Nationalsozialisten in Schutzhaft genommen. Als Widerstandskämpfer wurde er am 19. Juni 1935 verhaftet und in das Zuchthaus Lüttringhausen verbracht, wo er am 6. Juni 1936 aufgrund der Haftbedingungen und seiner Herzkrankheit verstarb | 24. Nov. 2015 Uhrschule Meerbeck                                        |
| Steinstraße 21 Lage        | Max Kaufmann                     | 1885                     | 1941 Riga                                                    | Max Kaufmann war das älteste Kind des Eisenwarenhändlers Isaak Kaufmann (1846–1936) und dessen Frau Esther, geb. Leyser (gest. 1940). Vor der Machtergreifung war die Familie voll in die Moerser Gesellschaft integriert. Isaak Kaufmann war dreizehn Jahre Moerser Stadtverordneter und die Familie war in vielen Vereinen aktiv. er war langjähriges Vorstandsmitglied der Moerser Synagogengemeinde. Die fünf Kinder waren unverheiratet und arbeiteten alle im elterlichen Betrieb. 1931 erhielt Isaak Kaufmann vom Reichspräsidenten Hindenburg eine Belobigung zum 85. Geburtstag und er wurde entsprechend in der Presse gewürdigt. 1933 wurde die Familie aus allen Moerser Vereinen ausgeschlossen. Sie musste ihr Haus in der Steinstraße aufgeben und in das Haus Burgstraße 16 umziehen, das ebenfalls in ihrem Eigentum stand und später zum „Judenhaus“ wurde. Über seinen Tod schwieg die Presse. Max Kaufmann wurde gemeinsam mit seinen Geschwistern am 11.12.1941 nach Riga deportiert, wo er ermordet wurde. | 26. Nov. 2015 Hermann Runge Gesamtschule                                |
| Steinstraße 21 Lage        | Helene Kaufmann                  | 1888                     | 1941 Riga                                                    | Helene Kaufmann war das zweitälteste Kind des Eisenwarenhändlers Isaak Kaufmann und dessen Frau Esther (siehe unter Max Kaufmann). Sie wurde gemeinsam mit ihren Geschwistern 1941 nach Riga deportiert, wo sie ermordet wurde. | 26. Nov. 2015 Hermann Runge Gesamtschule                                |
| Steinstraße 21 Lage        | Friedrich Kaufmann               | 1889                     | 1941 Riga                                                    | Friedrich Kaufmann war das drittälteste Kind des Eisenwarenhändlers Isaak Kaufmann und dessen Frau Esther (siehe unter Max Kaufmann). Er wurde 1938 zusammen mit seinem Bruder Wilhelm in „Schutzhaft“ genommen und im Konzentrationslager Dachau interniert. Nach seiner Rückkehr wurde er gemeinsam mit seinen Geschwistern 1941 noch Riga deportiert und dort ermordet. | 26. Nov. 2015 Hermann Runge Gesamtschule                                |
| Steinstraße 21 Lage        | Adolf Kaufmann                   | 1892                     | 1941 Riga                                                    | Adolf Kaufmann war das viertälteste Kind des Eisenwarenhändlers Isaak Kaufmann und dessen Frau Esther (siehe unter Max Kaufmann). Er wurde gemeinsam mit seinen Geschwistern 1941 nach Riga deportiert, wo er ermordet wurde. | 26. Nov. 2015 Hermann Runge Gesamtschule                                |
| Steinstraße 21 Lage        | Wilhelm Kaufmann                 | 1895                     | 1941 Riga                                                    | Wilhelm Kaufmann war das jüngste Kind des Eisenwarenhändlers Isaak Kaufmann und dessen Frau Esther (siehe unter Max Kaufmann). Er wurde 1938 zusammen mit seinem Bruder Friedrich in „Schutzhaft“ genommen und im Konzentrationslager Dachau interniert. Nach seiner Rückkehr wurde er gemeinsam mit seinen Geschwistern 1941 noch Riga deportiert und dort ermordet. | 26. Nov. 2015 Hermann Runge Gesamtschule                                |
| Kirchstraße 4 Lage         | Dr. Oskar Bähr                   | 1. Mai 1856              | 18. Okt. 1942 Theresienstadt                                 | Der Rabbiner Dr. Oskar Bähr, geb. in Mayen, war nach seiner Pensionierung 1934 mit seiner Frau von Köln nach Moers gezogen, um näher bei seinem Sohn Dr. Hermann Bähr und dessen Familie zu leben. Er soll versucht haben, sich gegen die Zerstörung der Synagoge während der Reichspogromnacht zu wehren. Die letzte Zeit in Moers musste er im „Judenhaus“ in der Burgstraße 16 verbringen. Er wurde am 25. Juli 1942 im Alter von 86 Jahren nach Theresienstadt verschleppt, wo er am 18. Oktober 1942 verstarb. | 26. Nov. 2015 Grafschafter Gymnasium                                    |
| Kirchstraße 4 Lage         | Madchen Bähr                     | 1863                     | 5. März 1943 Theresienstadt                                  | Madchen Bähr, geb. Wertheim, wurde mit ihrem Mann, Dr. Oskar Bähr, am 25. Juli 1942 im Alter von 79 Jahren nach Theresienstadt verschleppt, wo sie am 5. März 1943 aufgrund der Lebensbedingung verstarb. | 26. Nov. 2015 Grafschafter Gymnasium                                    |
| Kirchstraße 11 Lage        | Max Buschhoff                    | 1879                     | 1941 Riga                                                    | Max Buschhoff wurde in Moers als Sohn von Moses (gest. 1903) und Friederike Buschhoff (geb. Cohen, gest. 1922) geboren. Im elterlichen Wohn- und Geschäftshaus Kirchstraße 11 lebten seine Schwester Fanny und deren Ehemann Simon Vollmann. Max Buschhoff wohnte mit seiner Frau Martha bis 1939 in Kamp-Lintfort, wo sie ein Manufakturgeschäft betrieben. Sie wurden 1939 zum Verkauf ihres Eigentums an der Moerser Straße 335 gedrängt und zogen wieder nach Moers zur Familie Vollmann in das Wohn- und Geschäftshaus Kirchstraße 11, in dem schon die Eltern von Max Buschhoff ein Einzelhandelsgeschäft betrieben hatten. Die Geschäfte in Moers und Lintfort durften nach der Pogromnacht 1938 nicht wieder geöffnet werden. Max Buschhoff war über Jahrzehnte im Vorstand der Moerser Synagogengemeinde tätig. Am 10.12.1941 wurden Max und Martha Buschhoff nach Riga verschleppt, wo Max ermordet wurde. Die Stadt Moers erwarb das Haus Kirchstraße 11 am 22.06.1942 von der Schwester von Max Buschhoff, Fanny Vollmann geb. Buschhof. Der Kaufpreis wurde aber nicht an die Verkäufer ausgezahlt, sondern über das Finanzamt vom Deutschen Reich beschlagnahmt. Später befand sich die Moerser Stadtbücherei in diesem Haus. | 26. Nov. 2015 Gymnasium Adolfinum                                       |
| Kirchstraße 11 Lage        | Martha Buschhoff (geb. Feldheim) | 1890                     | 1943 Auschwitz                                               | Die aus Dortmund stammende Martha Buschhoff war mit Max Buschhoff (siehe dort) verheiratet. Das Ehepaar wurde am 10. Dezember 1941 mit einem Transport über Krefeld und Düsseldorf nach Riga deportiert. Martha Buschhoff wurde im November 1943 in Auschwitz ermordet. | 26. Nov. 2015 Gymnasium Adolfinum                                       |
| Kirchstraße 30 Lage        | Helene Coppel (geb. Abraham)     | 19. Dez. 1866 Duisburg   | 1941 Riga                                                    | Helene Coppel lebte als Witwe in der Kirchstraße 30, nachdem ihr Mann, der Metzger Salomon Coppel, 1933 verstorben war. Sie wurde am 10.12.1941 mit der bei ihr lebenden Familie nach Riga deportiert, wo sie ermordet wurde. | 26. Nov. 2015 Gymnasium Filder Benden                                   |
| Kirchstraße 30 Lage        | Helene Coppel                    | 30. März 1889            | 1941 Riga                                                    | Helene Coppel, die ältere Tochter von Helene Coppel, geb. Abraham, lebte bei ihrer Mutter als sie mit ihrer Familie 1941 nach Riga deportiert und dort ermordet wurde. | 26. Nov. 2015 Gymnasium Filder Benden                                   |
| Kirchstraße 30 Lage        | Frieda Jacob (geb. Coppel)       | 30. März 1889            | 9. Dez. 1944 Stutthof                                        | Frieda Jacob war mit ihrem Mann Julius 1939 nach Moers zu ihrer Mutter gezogen, nachdem ihr Haus in Dinslaken in der Reichspogromnacht zerstört worden war. Sie wurde mit ihrer Familie 1941 nach Riga deportiert. Frieda Jacob und ihre Tochter Elisabeth wurden am 1.10.1944 nach Stutthof überstellt, wo beide am 9.12.1944 ermordet wurden. | 26. Nov. 2015 Gymnasium Filder Benden                                   |
| Kirchstraße 30 Lage        | Julius Jacob                     | 23. Jan. 1878            | 1941 Riga                                                    | Julius Jacob kam 1939 mit seiner Frau Frieda nach Moers. Seine Tochter Trude Goldschmidt, die mit ihrem Bruder Fritz 1938 nach Uruguay flüchten konnte, berichtete, dass ihr Vater sich strikt gegen eine Ausreise gewehrt habe und auch entschieden gegen ihre Flucht gewesen sei. Sie schilderte ihren Vater als „typischen Deutschen“ und überzeugten Patrioten, der im Ersten Weltkrieg zu 75 % kriegsbeschädigt worden sei und Träger des Eisernen Kreuzes war. Den Judenstern hat er nie getragen, er konnte die Ausgrenzung und Entrechtung der Juden nicht glauben und nicht fassen. Julius Jacob wurde 1941 mit seiner Familie nach Riga deportiert, wo er ermordet wurde. | 26. Nov. 2015 Gymnasium Filder Benden                                   |
| Kirchstraße 30 Lage        | Elisabeth Jacob                  | 16. Juni 1911            | 9. Dez. 1944 Stutthof                                        | Elisabeth Jacob war die Tochter von Frieda und Julius Jacob. Sie kam mit ihren Eltern 1939 aus Dinslaken nach Moers und wurde wie sie 1941 nach Riga deportiert. Wie ihre Mutter wurde sie am 9. Dezember 1944 in Stutthof ermordet. | 26. Nov. 2015 Gymnasium Filder Benden                                   |
| Kirchstraße 30 Lage        | Rosalie Jacob (geb. Abraham)     | 19. Feb. 1870            | 1942 Treblinka                                               | Rosalie Jacob war die Schwester von Helene Coppel, geb. Abraham. Sie war mit ihrem Mann Ferdinand Jacob im April 1938 aus Berlin zu ihrer Schwester gezogen, nachdem ihren Kindern die Flucht ins Ausland gelungen war. Ihr Mann Ferdinand starb zwei Tage nachdem ihre Schwester mit deren Familie verschleppt worden war am 12. Dezember 1941. Rosalie Jacob musste danach in das „Judenhaus“ Burgstraße 16 umziehen. Sie wurde am 25. Juli 1942 nach Theresienstadt verschleppt und 1942 in Treblinka ermordet. | 26. Nov. 2015 Gymnasium Filder Benden                                   |
| Arnulfstraße 15 Lage       | Paul Ulrich                      | 1902                     | 15. Apr. 1943 Mauthausen                                     | Paul Ulrich stammte aus Ilmenau. Er war gelernter Bäcker, Bergmann in Kamp-Lintfort, Vater von zwei Töchtern und Mitglied der KPD. Sein politisches Engagement reicht bis in die 1920er Jahre zurück. 1932 kandidierte er für den Lintforter Gemeinderat. Wegen seiner Tätigkeit als Aktivist der KPD wurde er 1933 in „Schutzhaft“ genommen. Aufgrund seiner Mitarbeit in der illegalen Ortsgruppe Moers der KPD wurde er am 12. Oktober 1936 verhaftet und als Hauptangeklagter eines Verfahrens gegen 19 Männer wegen gemeinschaftlichen Abhörens von Radio Moskau mit der Begründung „Vorbereitung zum Hochverrat“ zu sieben Jahre Zuchthaus verurteilt, die er im Zuchthaus Remscheid-Lüttringhausen verbrachte. In einem zweiten Prozess wurde seine Zuchthausstrafe 1939 wegen seiner in die 1920er Jahre zurückreichenden öffentlichen Proteste als Vertreter des „Sexualreformbundes“ gegen den Abtreibungsparagraphen § 218 auf 15 Jahre bei Aberkennung der bürgerlichen Ehrenrechte auf 10 Jahre und anschließender Sicherungsverwahrung erhöht. Weil seine Strafe mehr als acht Jahre betrug und wegen der angeordneten Sicherheitsverwahrung konnte Ulrich als Arbeitskraft in das KZ Mauthausen, Außenlager Gusen, überstellt werden. Dort verstarb er am 15. April 1943. Beigesetzt wurde er in einem Familiengrab in Ilmenau. | 28. Nov. 2015 Grundschule Hülsdonk                                      |
| Leipziger Straße 6 Lage    | Hermann Brandenbusch             | 1906                     | Nov. 1944 als Soldat in Frankreich gefallen                  | Der Arbeiter Hermann Brandenbusch wohnte zuerst Kaiserstraße 119, dann Mattheck-Siedlung 6. 1934 wurde er wegen „staatsfeindlicher Betätigung“ zu einem Jahr und neun Monaten Zuchthaus verurteilt. Nach Verbüßung der Haft fand er Arbeit als Bergmann bei Diergardt-Mevissen in Hochemmerich. Wie viele „Politische“, die im Krieg die Einweisung in ein KZ fürchten mussten, stellte der Vater von drei Kindern – zunächst erfolglos, dann erfolgreich – den Antrag auf „Wehrwürdigkeit“. Im November 1944 fiel er als Soldat in Frankreich. | 25. Aug. 2016 Anne Frank Gesamtschule                                   |
| Leipziger Straße 6 Lage    | Margarete Hänel                  | 1902                     | 8. Feb. 1945 Ravensbrück                                     | Margarethe Hänel wurde zusammen mit ihrem Mann Adolf im Februar 1943 von der Gestapo verhaftet – wegen Vorbereitung zum Hochverrat, wie ihr überlebender Mann später aufschrieb. Gegen die damals 41-jährige Mutter von zwei Kindern wurde keine Anklage erhoben; sie starb im Februar 1945 im Frauen-KZ Ravensbrück. | 25. Aug. 2016 Anne Frank Gesamtschule                                   |
| Leipziger Straße 6 Lage    | Georg Hirschmann                 | 1908                     | 1943 Ostfront                                                | Der Bauarbeiter und Bergmann Georg Hirschmann, selbst eines von acht Kindern, wohnte mit seiner Frau und einer Tochter in der Kirschenallee 9, wo er im Mai 1935 verhaftet wurde. Als Widerstandskämpfer der KPD wurde er von Mai 1933 bis Januar 1938 wegen „Hochverrats“ im Zuchthaus Lüttringhausen inhaftiert. Ende 1942 wieder „wehrwürdig“ fiel er als Soldat 1943 an der Ostfront. Seine Witwe zog 1945 in die Mattheck in die Nähe anderer Zweige der Familie Hirschmann – unter ihnen Andreas Hirschmann, der spätere Vorsitzende der Kreis Moerser Widergutmachungsbehörde (Kreissonderhilfeausschuss), und Christine Hirschmann, die 1933 als Kommunistin ihr Ratsmandat in Moers nicht antreten konnte. | 25. Aug. 2016 Anne Frank Gesamtschule                                   |
| Leipziger Straße 6 Lage    | Max Langusch                     | 1904                     | 4. Feb. 1944 Zuchthaus Brandenburg                           | Der Bergmann Max Langusch, Unterbezirksleiter der KPD in Moers, 1935 im Massenprozess gegen „Jahny und Genossen“ schwer belastet, konnte rechtzeitig nach Holland fliehen und bei den Exilorganisationen über die Lage der Bergleute berichten. Er blieb auch im Exil im KPD-Widerstand aktiv. Nach dem deutschen Überfall wurde er dort am 1. Dezember 1940 verhaftet und 1943 wegen „Vorbereitung zum Hochverrat in erschwerter Form“ vom Volksgerichtshof zu 6 Jahren Zuchthaus verurteilt. Am 4. Februar 1944 verstarb er im Zuchthaus Brandenburg/Havel. Seine Frau Hedwig, 1943 wegen „Hochverrats“ zu vier Jahren Zuchthaus verurteilt, überlebte und wohnte 1945–1963 in der Mattheck. | 25. Aug. 2016 Anne Frank Gesamtschule                                   |
| Leipziger Straße 6 Lage    | David Lewkowicz                  | 1903                     | 12. Apr. 1940 Buchenwald                                     | Der arbeitslose Schweißer David Lewkowicz, geb. 1903 im polnischen Wielun, war jüdischen Glaubens und wohnte Matthecksiedlung 67c. 1936 wurde er u. a. wegen Absingens kommunistischer Lieder zu drei Jahren Zuchthaus verurteilt. Nach der Entlassung aus dem Zuchthaus Remscheid-Lüttringhausen wurde er auf Veranlassung der Gestapo unmittelbar in das KZ Buchenwald überstellt, wo er im April 1940 verstarb. Für Konrad Imig, den Moerser Kripo-Chef, war er „lästiger Ausländer und nebenher noch Jude“. Seine Ehefrau Agnes und die 6 Kinder überlebten – 1942–1946 vorwiegend in der Mattheck –, da die Familie von Inspektor Paul Beilicke aus dem Moerser Rathaus immer wieder gewarnt wurde. | 25. Aug. 2016 Anne Frank Gesamtschule                                   |
| Leipziger Straße 6 Lage    | Hermann Schelinski               | 1902                     | 20. Feb. 1941 Haftfolgen                                     | Der Bergmann Hermann Schelinkski wohnte in der Mattheck 16a, als er im Februar 1933 wegen Verbreitens verbotener Druckschriften erstmals in „Schutzhaft“ genommen wurde. Ende 1933 wurde er abermals verhaftet und im Oktober 1934 im Prozess gegen „Wolf und Genossen“ wegen „Vorbereitung zum Hochverrat“ zu einem Jahr und 5 Monaten Gefängnis verurteilt. 1941 verstarb er an den Folgen der Haft, von denen er sich nie erholt hatte. | 25. Aug. 2016 Anne Frank Gesamtschule                                   |
| Kirschenallee 11 Lage      | Karl Rautenberg                  | 26. Dez. 1909            | 20. März 1935 Gefängnis Düsseldorf-Derendorf                 | Der Bergmann Karl Rautenberg, Mitglied der KPD, wurde am 2. Januar 1933 wegen wilder Streikunruhen fristlos entlassen und war seitdem erwerbslos. Am 11. März 1933 verteilte Karl Rautenberg mit seinem Freund Wilhelm Kanthuser verbotene Druckschriften, die zu Rebellion, Massenstreik und Kampf gegen den Kapitalismus und die Hitler-Diktatur aufriefen. Sie wurden erwischt und im April zu 5 bzw. 3 Monaten Gefängnis verurteilt. Nach seiner Haftentlassung fand er im November 34 im Hause Kirschenallee 11 als Untermieter eine Bleibe. Im Erdgeschoss dieses Hauses war bis zur Machtergreifung auch das Büro der Kommunistischen Partei Moers untergebracht. In den ersten Monaten des Jahres 1935 ist in Hochstraß und Meerbeck eine Widerstandsgruppe von etwa 12 – zumeist jungen Leuten aufgeflogen. Nach 1 Jahr, 1 Monat und 17 Tagen in Untersuchungshaft wurde vor dem Oberlandesgericht Hamm „in der Strafsache gegen Karl Rautenberg und Andere“ am 22. April 1936 das Urteil gegen ihn und weitere 15 Moerser Kommunisten gesprochen. Karl Rautenberg wurde zu 5 ½ Jahren verurteilt und in die Strafanstalt nach Lüttringhausen bei Remscheid gebracht. Von dort wurde er schon 4 Monate später, im August 36, zur ärztlichen Behandlung ins Krankenhaus des Gefängnisses Düsseldorf-Derendorf gebracht. Am 20. März 1937 ist Karl Rautenberg im Anstaltskrankenhaus verstorben. | 25. Aug. 2016 Geschwister Scholl Gesamtschule                           |
| Weserstraße 19 Lage        | Adolf Ende                       | 1880                     | 3. Juni 1939 Haftfolgen                                      | Der Widerstandskämpfer der KPD Adolf Ende wurde im Mai 1935 verhaftet und bis November 1936 im Zuchthaus Butzbach inhaftiert. Er starb an den Haftfolgen am 3. Juni 1939. | 25. Aug. 2016 Mercator Berufskolleg                                     |
| Pfefferstraße 6 Lage       | Wilhelm Flecken                  | 1908                     | 4. Juni 1942 Sachsenhausen, Groß-Rosen                       | Wilhelm Flecken, geb. am 11. Juni 1908 in Moers, war schon in der Weimarer Zeit Mitglied der KPD. Im April 1933 kam er wegen seiner politischen Einstellung in Schutzhaft. In der folgenden Zeit arbeitete er für die KPD im Untergrund. Verhaftet wurde er im Dezember 1940. Er kam in das Konzentrationslager Sachsenhausen. Von dort wurde er 1941 in das Arbeitslager Groß-Rosen überführt, wo er am 4. Juni 1942 ermordet wurde. | 6. Okt. 2016 Justus-von-Liebig-Hauptschule                              |
| Steinstraße 13 Lage        | Julius Bloch                     | 1876                     | unbekannt Riga                                               | Der Kaufmann Julius Bloch, geb. am 11. Dezember 1876 in Lage, betrieb in der Steinstraße 13 bis 1938 ein Zigarrengeschäft. Er war verheiratet mit Rosa Bloch. Julius Bloch war Mitbegründer und langjähriger Vorsitzender des Grafschafter Sportvereins. Er verzog mit seiner Frau Rose und seiner Tochter Ilse im Jahr 1938 nach Köln, wo er zeitweise in sog. „Judenhäusern“ leben musste. Hier war Julius Bloch nicht mehr als Kaufmann eingetragen, sondern nur noch als Arbeiter. Er wurde zusammen mit seiner Ehefrau Rosa und der Tochter Ilse am 7. Dezember 1941 von Köln nach Riga verschleppt, wo alle drei ermordet wurden. | 6. Okt. 2016 Gymnasium Filder Benden                                    |
| Steinstraße 13 Lage        | Rosa Bloch                       | 1879                     | unbekannt Riga                                               | Rose Bloch war die Frau des Kaufmanns Julius Bloch. Beide hatten zwei Töchter, Margot und Ilse. Die Tochter Margot verließ 1936 Moers, um zu heiraten, und konnte später in die USA auswandern. Mit ihrem Mann und ihrer Tochter Ilse verzog Rose 1938 nach Köln, wo sie zeitweise in sog. „Judenhäusern“ leben musste. Sie wurde zusammen mit ihrem Mann Julius und Ilse am 7. Dezember 1941 von Köln nach Riga verschleppt, wo alle drei ermordet wurden. | 6. Okt. 2016 Gymnasium Filder Benden                                    |
| Steinstraße 13 Lage        | Ilse Bloch                       | 1908                     | unbekannt Riga                                               | Ilse Bloch war die Tochter von Julius und Rose Bloch. Ilse hatte vermutlich eine Ausbildung zur Kindergärtnerin erhalten und hat in diesem Beruf zwischen 1929 und 1938 offensichtlich außerhalb von Moers in mehreren Städten gearbeitet. Gegen Ende 1933 erschien bei Eintragungen zu Ilse Bloch „Hauslehrerin“ als Berufsbezeichnung. Es ist zu vermuten, dass sie jüdischen Kindern, die nur noch jüdische Schulen besuchen durften, Privatunterricht erteilte. Ab Ende 1936 war Ilse Bloch nur noch Hausgehilfin. Im Jahre 1938 lebte sie noch einige Monate in Moers, bevor sie mit ihren Eltern nach Köln verzog, wo die Familie zeitweise in einem der sog. „Judenhäuser“ wohnen musste. Ilse wurde zusammen mit ihren Eltern Julius und Rose Bloch am 7. Dezember 1941 von Köln nach Riga verschleppt, wo alle drei ermordet wurden. | 6. Okt. 2016 Gymnasium Filder Benden                                    |
| Homberger Straße 18 Lage   | Philipp Berkley                  | 1875                     | 30. Okt. 1944 Auschwitz                                      | Philipp Berkley wurde am 8. Juni 1875 in Schonhofen in den Niederlanden geboren, wohin seine Vorfahren aus Schottland eingewandert waren. Mit seiner Frau Johanna zog er zunächst nach Homberg-Hochheide und um 1918 nach Moers in die Homberger Straße 11, in das sogenannte Haus „Oranien“. Philipp Berkley arbeitete als Kaufmann zusammen mit seinem Schwiegervater Max Windmüller und seinem Schwager Albert Windmüller (s. o.) im familieneigenen Unternehmen. Die Familie verließ Moers 1934 und floh 1939 in die Niederlande. Dort wurden die Eltern am 20. Juni 1943 in Westerbork inhaftiert, am 25. Februar 1944 nach Theresienstadt deportiert und am 28. Oktober 1944 in das Vernichtungslager Auschwitz verbracht und dort ermordet. Die Söhne Max und Kurt überlebten in den Niederlanden im Untergrund. | 6. Okt. 2016 Gymnasium Adolfinum                                        |
| Homberger Straße 18 Lage   | Johanna Berkley                  | 1883                     | 30. Okt. 1944 Auschwitz                                      | Johanna Berkley war die Tochter des Kaufmanns Max Windmüller. Ihr Mann Philipp arbeitete zusammen mit seinem Schwager Albert Windmüller im elterlichen Geschäft. Beide hatten die Söhne Max und Kurt, die als Schüler des Adolfinum bereits vor 1933 von einem sich ausbreitenden Antisemitismus berichteten, der sich auch während ihres Studiums fortsetzte. Die Familie verließ Moers 1934 und floh 1939 in die Niederlande. Dort wurden die Eltern am 20. Juni 1943 in Westerbork inhaftiert, am 25. Februar 1944 nach Theresienstadt deportiert und am 28. Oktober 1944 in das Vernichtungslager Auschwitz verbracht und dort ermordet. Die Söhne Max und Kurt überlebten in den Niederlanden im Untergrund. | 6. Okt. 2016 Gymnasium Adolfinum                                        |
| Kirchstraße 34 Lage        | Otto Gutmann                     | 13. Juni 1852            | 4. Jan. 1943 Theresienstadt                                  | Otto Gutmann war 90 Jahre alt, als er am 25. Juli 1942 mit dem sog. „Altentransport“ von der Burgstraße 16, wo er zuletzt in einem der sog. „Judenhäuser“ wohnen musste, nach Theresienstadt verschleppt wurde. Dort kam er am 4. Januar 1943 zu Tode. Vor seinem Umzug in das „Judenhaus“ lebte Otto Gutmann in der Kirchstraße 34. Wenige Tage vor seiner Deportation erhielt er von der Polizei noch die Nachricht, dass sein Sohn Paul Gutmann im KZ Groß-Rosen an „Durchfall und Herzinsuffizienz“ verstorben sei. Paul Gutmann war in Burhave bei Wilhelmshaven aufgefallen, weil er keinen gelben Stern trug. Eine Überprüfung ergab, dass er auch seinen damaligen Wohnort Homberg ohne Genehmigung verlassen hatte. Diese beiden Verfehlungen genügten, um ihn Ende 1941 in sog. Schutzhaft im KZ Sachsenhausen zu nehmen. In der entsprechenden Anordnung der Gestapo heißt es: „….indem er dadurch, daß er sie für Juden erlassenen Gesetze mißachtete, eine erhebliche Unruhe in die Bevölkerung trägt und bei Freilassung erwarten läßt, er werde die Belange des Reiches schädigen“ | 6. Okt. 2016 Grafschafter Gymnasium                                     |
| Uerdinger Straße 11 Lage   | Johanna Levy                     | 23. Aug. 1863            | 10. Sep. 1942 Theresienstadt                                 | Die Eheleute Jacob Levy, geb, am 19.04.1867 und Johanna Levy, geb. Kaufmann, geb. am 23.08.1863, lebten seit 1919 in ihrem Haus auf der Uerdinger Straße 11. Die Tochter Margarete, die für einige Zeit mit ihrem Mann, Karl Heymann aus Krefeld während der Verfolgung bei ihren Eltern wohnte, konnte 1939 über Belgien nach Palästina fliehen. Die Eltern Levy blieben in Moers zurück und wurden später gezwungen andere Moerser Juden in ihr Haus, das als „Judenhaus“ galt, aufzunehmen. Jacob Levy starb 1941. Seine Frau musste noch am 28.01.1942 ihr Haus verlassen und in die Burgstraße umziehen. Sie wurde am 25.07.1942 nach Theresienstadt verschleppt, wo sie wenige Wochen später neunundsiebzigjährig verstarb. | 6. Okt. 2016 Grafschafter Gymnasium                                     |
| Steinstraße 51 Lage        | Else Blumenthal                  | 1880                     | 15. Mai 1944 Auschwitz                                       | Else Blumenthal, geb. am 17.03.1880 in Schulitz (poln. Solec) bei Bromberg, war ab September 1941 bei ihrem nichtjüdischen Schwager, dem Architekten Paul Rössler, untergetaucht. Ihre Schwester Rosa, Ehefrau von Paul Rössler war bereits 1931 verstorben. Paul Rössler lebte mit seiner Tochter Irmgard in der Steinstraße 51. Else Blumenthal meldete sich jedoch freiwillig, um ihre Verwandten nicht zu gefährden. Sie wurde am 25.07.1942 nach Theresienstadt deportiert und am 15. Mai 1944 in Auschwitz ermordet. | 6. Okt. 2016 Heinrich-Pattberg-Realschule                               |
| Homberger Straße 99 Lage   | Karin Alt                        | 1941                     | 25. Aug. 1944 Kalmenhof                                      | Karin Alt wurde am 25. November 1941 geboren. Ihr Vater Heinrich leistete seit 1940 Kriegsdienst. Die Mutter Charlotte musste die Erziehung ihrer drei Kinder alleine leisten. Karin war krank. Was sie genau hatte, wusste man nicht. Sie reagierte kaum auf ihre Umwelt. Deshalb war sie in ärztlicher Behandlung, auch im örtlichen Krankenhaus Bethanien. Von dort wurde sie überwiesen in die „Kinderfachabteilung“ des Kalmenhof in Idstein. Den Nichteingeweihten galt diese als ein Ort besonderer fachärztlicher Betreuung. Tatsächlich war der Kalmenhof in dieser Zeit ein Ort, an dem das sogenannte „Euthanasie“-Programm der Nationalsozialisten in der besonderen Form der Kinder-„Euthanasie“ umgesetzt wurde. Der zuständige Arzt seit Mai 1944 war Hermann Wesse. Nach Dienstantritt forderte er von seinen Vorgesetzten, der Anstalt mehr Kinder für seine Aktivitäten zuzuführen. Es wurde beschlossen, auch Kinder aus der Rheinprovinz zuzuweisen. Auf diese Weise kam auch Karin in den Kalmenhof. Die Meldekarte weist den 25. August 1944 als Todesdatum aus. Hermann Wesse wurde 1947 zum Tode verurteilt. Weil das Urteil noch nicht vollstreckt war, wurde es nach in Kraft treten des Grundgesetzes in eine lebenslange Haftstrafe umgewandelt. Wesse kam 1965 wieder frei und arbeitete in der Pharmaindustrie. | 29. Okt. 2016 Hilda Heinemann Schule                                    |
| Rheinberger Straße 33 Lage | Sabine Cahn (geb. Katz)          | 16. Sep. 1865            | unbekannt Riga                                               | Sabine Cahn, geb. Katz, war die Witwe des Viehhändlers Hermann Cahn, mit dem sie fünf Töchter und einen früh verstorbenen Sohn hatte. Sie wohnte mit ihren schon erwachsenen Töchtern Alma und Betty in ihrem Haus in der Rheinberger Straße 33. Die Frauen wurden 1941 nach Riga deportiert. Eine weitere Tochter, Ida, nahm an diesem Transport freiwillig teil, um als Ärztin für ihre Mutter sorgen zu können. Auch die Tochter Emmy, die mit dem Getreidehändler Emanuel Heß in München verheiratet war, wurde mit ihrem Mann und ihren Söhnen Hans und Günther nach Riga deportiert. Einzig Elfriede Eisenberg, geb. Cahn, konnte mit ihren Kindern Gisela und Bernd in die USA fliehen. | 9. Juni 2017 Gymnasium Adolfinum                                        |
| Rheinberger Straße 33 Lage | Betty Cahn                       | 1888 Gymnasium Adolfinum | unbekannt Riga                                               | Betty Cahn war die Tochter des Viehhändlers Hermann Cahn und von Sabine Cahn. Sie wurde 1941 mit ihrer Mutter und ihren Schwestern Alma und Ida Cahn nach Riga deportiert. | 9. Juni 2017                                                            |
| Rheinberger Straße 33 Lage | Alma Cahn                        | 1891                     | unbekannt Riga                                               | Alma Cahn war die Tochter des Viehhändlers Hermann Cahn und von Sabine Cahn. Sie wurde 1941 mit ihrer Mutter und ihren Schwestern Betty und Ida Cahn nach Riga deportiert. | 9. Juni 2017 Gymnasium Adolfinum                                        |
| Rheinberger Straße 33 Lage | Dr. Ida Cahn                     | 1895                     | 1. Okt. 1944 KZ Stutthof                                     | Dr. Ida Cahn war die Tochter des Viehhändlers Hermann Cahn und seiner Frau Sabine. Sie hatte das Lyzeum in Moers von 1906 bis 1913 besucht. Ab 1914 begann sie mit dem Medizinstudium. Sie lebte in dieser Zeit in Mannheim, München, Gießen und Berlin. Im Spätherbst 1941 arbeitete sie als Ärztin in Berlin im jüdischen Krankenhaus in der Geburtshilfe. Als sie von der bevorstehenden Deportation ihrer zu diesem Zeitpunkt sechsundsiebzig Jahre alten Mutter von Moers nach Riga erfuhr, wollte sie ihre Mutter nicht allein ins Ungewisse gehen lassen. Sie setzte bei den Behörden durch, selbst mit auf den Transport am 10. Dezember 1941 nach Riga zu kommen, den sie als Ärztin noch betreuen konnte. Dr. Ida Cahn wurde am 1. Oktober 1944 von Riga nach Stutthof überstellt und dort ermordet. | 9. Juni 2017 Gymnasium Adolfinum                                        |
| Hopfenstraße 28 Lage       | Otto Preul                       | 1878                     | 15. Sep. 1944 Polizeigefängnis Moers                         | Der Postinspektor Otto Preul wohnte in der heutigen Hopfenstr. 28. Er gehörte nicht dem organisierten Widerstand an, sondern brachte seine Gegnerschaft gegen den Nationalsozialismus durch wiederholte kritische Äußerungen zum Ausdruck. Dies führte 1944 zu seiner Verhaftung. Er starb am 15. September 1944 im Moerser Polizeigefängnis in der Uerdinger Straße 4 angeblich durch „Freitod“. Die genaueren Umstände wurden nie geklärt. | 9. Juni 2017 Mercator Berufskolleg                                      |
| Augustastraße 8 Lage       | Katharina Wöllenweber            | 1904                     | 17. Apr. 1941 Bernburg                                       | Katharina Wöllenweber besuchte mit mittelmäßigen Leistungen die Volksschule und ging anschließend als Hausangestellte in „Stellung“. Nachdem sie als angenehmes Kind galt, war sie als Jugendliche widerspenstig und unzugänglich. Nach Aufenthalten in den Heil- und Pflegeanstalten in Kaiserswerth und Grafenberg im Jahre 1935 wurde sie am 12.11.1936 in die Heilanstalt Bedburg-Hau eingewiesen. Am 17. April 1941 wurde sie im Rahmen der „Aktion T4“ in eine andere Anstalt – nämlich nach Bernburg – „verlegt“ und noch am selben Tag ermordet. | 9. Juni 2017 Hilda Heinemann Schule                                     |
| Bonifatiusstraße 47 Lage   | Heinrich Laakmann                | 1878                     | 30. März 1940 KZ Sachsenhausen                               | Der Hof des Landwirts Heinrich Laakmann befand sich früher an der damaligen Moerser Straße 75. Heinrich Laakmann gehörte zu der Glaubensgemeinschaft der Zeugen Jehovas. Er wurde 1937 wegen der Verteilung eines Flugblattes festgenommen und zu einer Haftstrafe von einem Jahr und drei Monaten verurteilt. Nachdem er diese verbüßt hatte, wurde er in das KZ Sachsenhausen überführt, wo er am 30. März 1940 an Entkräftung wegen häufigen Torstehens starb. Sein Sohn Peter Laakmann, der wie sein Vater wegen der Verbreitung von Flugblättern verurteilt worden war, überlebte das KZ Buchenwald. | 9. Juni 2017 Eschenburg-Schule                                          |
| Römerstraße 438 Lage       | Jakob Wolff                      | 1905                     | 6. Feb. 1945 bei Magdeburg                                   | Der Bergmann Jakob Wolff wurde schon 1933 wegen seiner Mitgliedschaft in der KPD und nahestehenden Organisationen in Schutzhaft genommen. Am 24. Mai 1935 wegen seiner KPD-Tätigkeit als Nachrichtenmann erneut verhaftet, wurde er am 17. Januar 36 im „Jahny-Prozess“ (80 weitere Mitangeklagte) wegen Vorbereitung zum Hochverrat zu 6 Jahren Zuchthaus verurteilt. Nachdem er 1941 aus dem Zuchthaus Butzbach entlassen worden war, arbeitete er wieder als Bergmann, bis er 1943 ins Strafbataillon 999 Baumholder zur Bewährung einberufen wurde. 1944 wurde Jakob Wolff seine volle Wehrwürdigkeit bescheinigt und er im Heeresdienst eingesetzt. Er fiel am 6. Februar 1945 bei Magdeburg. | 9. Juni 2017 Geschwister Scholl Gesamtschule                            |
| Lindenstraße 106 Lage      | Erich Pausewang                  | 1904                     | 2. Apr. 1940 Landesanstalt Brandenburg-Görden                | Der Hilfsarbeiter Erich Pausewang erlitt bei einer Rettungsaktion an einem Baggerloch eine Hirnschädigung und war danach behindert. Er wurde 1935 in das Landeskrankenhaus Bedburg-Hau eingewiesen und im Frühjahr 1940 in eine andere Heil- und Pflegeanstalt gebracht. Am 2. April 1940 wurde er im Rahmen der „Aktion T4“ in die Landesanstalt Brandenburg „verlegt“, wo er am selben Tag ermordet wurde. | 9. Juni 2017 SCI Moers                                                  |
| Lauffstraße 9 Lage         | Friedrich Jirsak                 | 1885                     | 4. Jan. 1940 Haftfolgen                                      | Der Bergmann Friedrich Jirsak heiratete eine Kriegswitwe mit drei Kindern und wohnte mit seiner Familie in Repelen-Rheim. Er wurde Anfang Mai 1935 verhaftet und mit vielen seiner KPD-Genossen im „Jahny-Prozess“ wegen Vorbereitung zum Hochverrat angeklagt. Am 17. Januar 1936 wurde er freigesprochen, jedoch im Oktober durch die Gestapo mit gleicher Begründung erneut verhaftet und im Kreuzverhör schwersten körperlichen Misshandlungen durch Stock, Blei- und Gummiknüppeln ausgesetzt. Von der anschließenden Gefängnishaft kam er im Februar 1937 als gebrochener Mann zurück. Am 4. Januar 1940 ist er an den Spätfolgen verstorben. | 6. Juli 2017 Gymnasium Rheinkamp                                        |
| Filder Straße 6 Lage       | Wilhelm Küsters                  | Feb. 1919                | 6. Okt. 1943 Heilanstalt Stadtroda                           | Im Februar 1919 in der nicht mehr existierenden Königgrätzer Straße 38 geboren, wurde Wilhelm Jakob Küsters mit fünfeinhalb Jahren als behindertes Kind, das zwar laufen, aber nicht sprechen konnte, zur Förderung in die Evangelische Bildungs- und Pflegeanstalt Hephata nach Mönchengladbach gebracht. Da er auf ständige Hilfe und Betreuung angewiesen war, blieb er dort und wuchs heran. Mit 24 Jahren wurde er im Mai 1943 zunächst nach Hildburghausen, kurz darauf in die Heilanstalt Stadtroda in Thüringen verlegt, wo er – inzwischen schwach und apathisch – am 6.10.1943 „unter den Zeichen der Herzschwäche“ plötzlich verstorben ist. Im Telegramm an seine Eltern stand „Lungenentzündung“. | 29. Mai 2018 Gymnasium Filder Benden                                    |
| Wiedstraße 14 Lage         | Peter Mill                       | Dez. 1910                | 27. Mai 1941 Hadamar, Aktion T4                              | Peter Mill wurde im Dezember 1910 als 12. Kind in der Wiedstraße 14 geboren. Er war noch keine 2 Jahre alt, als die Mutter plötzlich verstarb und die Kinder sich gegenseitig erziehen mussten. Peter war geistig etwas zurückgeblieben und kam nach der Schulentlassung mit 14 Jahren als Knecht nach Orbroich/Hüls auf einen Bauernhof, anschließend in ein Kloster. 1928 war er wohl auch vorübergehend im Alexianer Krankenhaus Maria Hilf in Krefeld. Genaueres ist nicht bekannt – belegt ist aber, dass er am 27. Mai 1941 im Alter von 30 Jahren mit 89 anderen Patienten aus der Heilanstalt Galkhausen/Langenberg durch die GeKrat (Gemeinnützige Krankentransportgesellschaft, Berlin) nach Hadamar „verlegt“ und noch am selben Tag getötet wurde. Er ist ein Opfer der Aktion T4. | 29. Mai 2018 Gymnasium Filder Benden                                    |
| Filder Straße 34 Lage      | Hubert Hanssen                   | 1890                     | 17. März 1944 Heilanstalt Ueckermünde                        | Hubert Hanßen, geboren 1890, wohnte in der Filder Str. 36, heute existiert nur noch Nr. 34. Er arbeitete lange Jahre als Oberkellner in der damaligen „Börse“ am Moerser Altmarkt. Später erkrankte er an Parkinson oder auch – das ist nicht geklärt – an Demenz und konnte deshalb seinen Beruf nicht mehr ausüben. Am 1.3.1943 wurde er in die Heil- und Pflegeanstalt Düsseldorf-Grafenberg eingewiesen. Nach einem Zwischenaufenthalt in Süchteln-Johannistal brachte man ihn am 4.9.1943 in die Heilanstalt Ueckermünde (Mecklenburg/Vorpommern), wo er am 17.3.1944 ermordet wurde. Die Urne mit Hubert Hanßens Asche wurde seinem Sohn ohne Vorankündigung und ohne weitere Erklärung zugestellt. | 29. Mai 2018 Gymnasium Rheinkamp                                        |
| Blumenstraße 15 Lage       | Herbert ter Stein                | 1902                     | 8. März 1944 Heilanstalt Altscherbitz-Schkeuditz             | Herbert ter Stein (genannt Louven), Jahrgang 1902, arbeitete als Fensterreiniger und wohnte in der Blumenstr. 15. Über seine Lebensumstände ist nicht viel bekannt, jedoch ist sein Leidensweg dokumentiert: 1941 erfolgte die Einweisung nach Grafenberg, am 8.3.1944 wurde er in der Heil- und Pflegeanstalt Schkeuditz bei Leipzig ermordet. | 29. Mai 2018 Gymnasium Rheinkamp                                        |
| Xantener Straße 18 Lage    | Leopold Frohsinn                 | 1888                     | Warschauer Ghetto                                            | Als Leiter einer jüdischen Schule geriet Leopold Frohsinn selbst bald in den Focus der Nationalsozialisten. Schon 1933 wurde er aus dem Schulausschuss des Oberlyzeums ausgeschlossen, und nach dem Novemberpogrom wurde er für eine Woche in Schutzhaft genommen. Den Schulausfall musste er dem Moerser Bürgermeister schriftlich begründen! Bis Mitte des Jahres 1939 unterrichtete er an der jüdischen Volksschule, die bis dahin eine städtische Schule war. Dann wurde er wie alle jüdischen Lehrer aus dem öffentlichen Dienst entlassen und verlor seinen Beamtenstatus. Die jüdischen Schulen wurden der Reichsvereinigung der Juden, einem jüdischen Verein, unterstellt; der aber konnte eine so kleine Schule mit 9 Schülern nicht finanzieren. Sie wurde deshalb 1939 geschlossen. Von den Einkünften als Kantor konnte die Familie Frohsinn nicht leben, und so verließ sie am 7. September Moers und zog nach Bielefeld, wo Leopold Frohsinn die Leitung der dortigen jüdischen Privatschule übernahm und die Gottesdienstgestaltung sowie die Seelsorgearbeit in der Gemeinde. Am 31.3.1942 wurde die Familie Frohsinn in das Warschauer Ghetto verschleppt. Dort wurden sie ermordet. | 29. Mai 2018                                                            |
| Xantener Straße 18 Lage    | Anna Frohsinn                    | 1897                     | Warschauer Ghetto                                            | Anna Frohsinn, geb. Hoffman, wurde mit ihrem Mann Leopold und ihrer Tochter Doris am 31.3.1942 in das Warschauer Ghetto verschleppt und dort ermordet. | 29. Mai 2018 Heinrich-Pattberg-Realschule                               |
| Xantener Straße 18 Lage    | Doris Frohsinn                   | 1929                     | Warschauer Ghetto                                            | Doris Frohsinn wurde mit ihren Eltern Leopold und Anna am 31.3.1942 in das Warschauer Ghetto verschleppt und dort ermordet. | 29. Mai 2018 Heinrich-Pattberg-Realschule                               |
| Xantener Straße 9 Lage     | Louis Kaufmann                   | 6. Aug. 1894             | Auschwitz                                                    | Louis Kaufmann war der Sohn von Jakob und Berta Kaufmann, die an der Asberger Straße (heute das brachliegende Grundstück Xantener Straße 9) ein Haus errichtet hatten. Drei ihrer neun Kinder starben schon früh. Drei Kinder wurden von anderen Orten (Aachen, Kölner Raum, Lennep) deportiert. Nur eine Tochter überlebte im Versteck. Bis zu ihrer Deportation lebten noch die beiden Söhne Louis, der Metzger, und Gustav, der Viehhändler, mit ihren Familien in dem Haus Xantener Str. 9. Im Jahr 1938 wurden beide in „Schutzhaft“ genommen und nach Dachau verbracht. 1941 wurde Louis zusammen mit seiner Frau Henny und seinem Sohn Günter von Moers aus nach Riga deportiert, danach nach Auschwitz verbracht und dort ermordet. | 29. Mai 2018 Gymnasium Adolfinum                                        |
| Xantener Straße 9 Lage     | Henny Kaufmann                   | 15. Mai 1902             | Riga                                                         | Henny Kaufmann, geborene Marchand, wurde am 15.05.1902 geboren. Sie war die Ehefrau von Louis Kaufmann und wurde 1941 mit ihrem Mann und ihrem Sohn Günter nach Riga deportiert und dort ermordet. | 29. Mai 2018 Gymnasium Adolfinum                                        |
| Xantener Straße 9 Lage     | Günter Kaufmann                  | 19. Juni 1932            | Riga                                                         | Günter Kaufmann wurde am 19.06.1932 geboren. Mit seinen Eltern Louis und Henny Kaufmann wurde er 1941 nach Riga deportiert und dort ermordet. | 29. Mai 2018 Gymnasium Adolfinum                                        |
| Xantener Straße 9 Lage     | Gustav Kaufmann                  | 27. Sep. 1887            | Riga                                                         | Gustav Kaufmann war der Sohn von Jakob und Berta Kaufmann, die an der Asberger Straße (heute das brachliegende Grundstück Xantener Straße 9) ein Haus errichtet hatten. Drei ihrer neun Kinder starben schon früh. Drei Kinder wurden von anderen Orten (Aachen, Kölner Raum, Lennep) deportiert. Nur eine Tochter überlebte im Versteck. Bis zu ihrer Deportation lebten noch die beiden Söhne Gustav, der Viehhändler, und Louis, der Metzger, mit ihren Familien in dem Haus Xantener Str. 9. Im Jahr 1938 wurden beide in „Schutzhaft“ genommen und nach Dachau verbracht. 1941 wurde Gustav zusammen mit seiner Frau Herta und seinem Sohn Heinz von Moers aus nach Riga deportiert und dort ermordet. | 29. Mai 2018 Gymnasium Adolfinum                                        |
| Xantener Straße 9 Lage     | Herta Kaufmann                   | 20. Aug. 1892            | Riga                                                         | Herta Kaufmann, geborene Cohn, wurde am 20.08.1892 geboren. Sie war die Ehefrau von Gustav Kaufmann und wurde 1941 mit ihrem Mann und ihrem Sohn Heinz nach Riga deportiert und dort ermordet. | 29. Mai 2018 Gymnasium Adolfinum                                        |
| Xantener Straße 9 Lage     | Heinz Kaufmann                   | 15. März 1930            | Riga                                                         | Heinz Kaufmann wurde am 15.03.1930 geboren. Mit seinen Eltern Gustav und Herta Kaufmann wurde er 1941 nach Riga deportiert und dort ermordet. | 29. Mai 2018 Gymnasium Adolfinum                                        |
| Repelener Straße 2 Lage    | Mathilde Kaufmann                | 1876                     | 1944 Auschwitz                                               | Mathilde Kaufmann war die Tochter des Metzgers Salomon Kaufmann und seiner Frau Henriette Regina, geb. Dahl, aus Kapellen. Sie hatte neun Geschwister. Mathilde war ledig und eine angesehene Schneidermeisterin, die Lehrlinge und Gesellinnen ausbildete. Im Jahr 1928 war sie in den Vorstand der Moerser Damenschneiderinnen - Innung gewählt worden. Mit der zweiten großen Deportation Moerser Juden wurde sie im Juli 1942 nach Theresienstadt verschleppt. Von dort kam sie nach Auschwitz, wo sie 1944 ermordet wurde. | 27. Mai 2019 Heinrich-Pattberg-Realschule                               |
| Repelener Straße 2 Lage    | Ernst Kaufmann                   | 1882                     | 5. März 1941 Amsterdam                                       | Ernst Kaufmann war der Sohn des Metzgers Salomon Kaufmann und seiner Frau Henriette Regina, geb. Dahl, aus Kapellen. Er hatte neun Geschwister. Zusammen mit seinem Bruder Karl floh er 1939 in die Niederlande. Von dort aus wollten sie weiter nach Amerika fliehen, was ihnen jedoch nicht gelang. Über die Zeit in den Niederlanden ist wenig bekannt. Nach einem Aufenthalt in Rotterdam ging Ernst nach Amsterdam, wo sich sein Bruder aufhielt. Dort starb er am 5. März 1941 unter nicht geklärten Umständen in einer Pension. | 27. Mai 2019 Heinrich-Pattberg-Realschule                               |
| Repelener Straße 2 Lage    | Karl Kaufmann                    | 1883                     | 17. Feb. 1942 Amsterdam                                      | Karl Kaufmann war der Sohn des Metzgers Salomon Kaufmann und seiner Frau Henriette Regina, geb. Dahl, aus Kapellen. Er hatte neun Geschwister. Karl Kaufmann zählte vor 1933 als geachteter Bürger und Geschäftsmann zu den Vorstandsmitgliedern der Fleischer-Innung in Moers. Mit den Zeiten nach der Machtergreifung konnte er sich nicht abfinden. Auf der Moerser Kirmes soll er laut einem anonymen Denunzianten geäußert haben „[…] in Deutschland stände es augenblicklich sehr schlecht, es würde wohl nicht mehr lange so bleiben können, wehe wenn sich das Blättchen mal wendet, er möchte nicht erleben, wenn Juden wieder ans Ruder kämen.“ Die Moerser Polizei hielt ihn „für einen üblen Verleumder und Hetzer, der auf Rache und Vergeltung aus sei.“ Karl Kaufmann kam für fast ein Jahr in Schutzhaft ins KZ Esterwegen. Nach der Reichspogromnacht 1938 kam er am 18.11.1938 in das KZ Dachau, wurde aber als Teilnehmer am Weltkrieg und Inhaber des EK 2. Klasse wieder frei gelassen. Begünstigt war die Freilassung wohl auch, weil vom Comité Duitse Vluchtelingen in Enschede eine Bescheinigung für eine Auswanderung vorlag. Zusammen mit seinem Bruder Ernst floh er 1939 in die Niederlande. Dort starb er unter nicht geklärten Umständen am 17. Februar 1942 in derselben Pension, in der knapp ein Jahr zuvor schon sein Bruder verstorben war. | 27. Mai 2019 Heinrich-Pattberg-Realschule                               |
| Nordring 9 Lage            | Emil Moses                       | 28. Apr. 1876 Moers      | Riga                                                         | Emil Moses war Viehhändler. Er lebte mit seiner Familie am Nordring. Nachdem seine Frau Sophie im Jahr 1934 verstorben war, heiratete er ein zweites Mal, Ella Czarlinski aus Köln. Beide wurden mit dem Transport vom 10. Dezember 1941 nach Riga verschleppt und dort ermordet. Die Söhne konnten nach Nord- und Südamerika fliehen. | 27. Mai 2019 Gymnasium Adolfinum                                        |
| Nordring 9 Lage            | Ella Moses                       | 12. Dez. 1882 Prangenau  | Riga                                                         | Ella Moses, geborene Czarlinski, aus Köln war die zweite Frau von Emil Moses. Sie lebte mit der Familie ihres Mannes am Nordring. Beide wurden mit dem Transport vom 10. Dezember 1941 nach Riga verschleppt und dort ermordet. | 27. Mai 2019 Gymnasium Adolfinum                                        |
| Alsenstraße 13m Lage       | Veronika Dawidowski              | 1889                     | 14. Mai 1943 Pfafferode                                      | Veronika Dawidowski, geb. Drzewicka, lebte in der Alsenstr. 13m in Hochstraß und war Mutter dreier Kinder und Großmutter mehrerer Enkel. Am 7. Mai 1942 wurde sie in die Heil- und Pflegeanstalt Düsseldorf-Grafenberg eingewiesen, am 19. Februar 1943 in die Anstalt Pfafferode bei Mühlhausen gebracht und bereits am 14. Mai 1943 wurde sie ermordet. Über den Grund ihrer Einweisung in die Psychiatrie, ihre weitere Entwicklung und die Umstände ihres Todes ist nichts bekannt | 27. Mai 2019 St. Marien-Grundschule                                     |
| Lindenstraße 7 Lage        | Helmut Schön                     | 1914                     | 15. Feb. 1944 Uchtspringe                                    | Helmut Schön wurde 1914 geboren und lebte in der Lindenstr. 7. Sein Vater war Bergmann. Helmut gelang mit gutem Erfolg der damals übliche Volksschulabschluss. Trotz guter Gesundheit bekam er keine feste Arbeitsstelle. Er muss eine schwierige Persönlichkeit gewesen sein. 1934 wurde er amtsärztlich untersucht und unmittelbar darauf in die Heil- und Pflegeanstalt Bedburg-Hau eingeliefert mit der Diagnose „Einfache Seelenstörung“. Im März 1935 wurde er dort unfruchtbar gemacht (Zwangssterilisierung). 1943 wurde er in die Pflegeeinrichtung nach Uchtspringe (heute ein Ortsteil von Stendal) verlegt. Dort starb er am 15. Februar 1944 angeblich an Tuberkulose und Schizophrenie. Auch in diesem Fall handelt es sich um einen Krankenmord. | 27. Mai 2019 Geschwister-Scholl-Gesamtschule                            |
| Ruhrstraße 51 Lage         | Magdalena Hirtz                  | 1889                     | 7. Apr. 1941 Bernburg                                        | Magdalena Hirtz, geb. Schütz, geboren 1889, wohnte in der Ruhrstraße 51. Gemeinsam mit ihrem Ehemann hatte sie einen Sohn, außerdem eine unehelich geborene Tochter. Am 26.10.1935 wurde sie in der Heil- und Pflegeanstalt Bedburg-Hau aufgenommen, da sie – ohne äußere Gründe hierfür – in den vorangegangenen 1 ½ Jahren eine Geisteskrankheit entwickelt habe. In der Heil- und Pflegeanstalt Bedburg-Hau galt Magdalena Hirtz als eine störende Patientin, die nicht arbeiten wollte. Am 8. März 1940 wurde sie mit einem Sammeltransport in die Landesanstalt Görden „verlegt“, die als eine T4-Zwischenanstalt fungierte. Von hier aus wurde sie am 7. April 1941 in die Tötungsanstalt Bernburg „verlegt“, in der sie noch am selben Tag dem Gasmord und somit auch der „Aktion T4“ zum Opfer fiel. | 27. Mai 2019 Geschwister-Scholl-Gesamtschule                            |
| Lindenstraße 56 Lage       | Friedrich Dreier                 | 1917                     | 30. Dez. 1941 Eichberg                                       | Friedrich Dreier kam am 29. September 1917 als 9. Kind des Bergmanns Friedrich Ernst Dreier in Meerbeck zur Welt. Nach dem Besuch der Volksschule arbeitete er als Landwirtschaftlicher Gehilfe und Hilfsarbeiter im Umkreis von Moers, bis er im April 1938 zum Reichsarbeitsdienst einberufen wurde. Was immer dort auch geschehen sein mochte – als er Ende Oktober nach Hause kam, sagte er seinem Vater, dass er „nicht mehr ganz richtig“ sei. Dieser Zustand verschlechterte sich wohl, sodass er im Juni 1939 in die Heil- und Pflegeanstalt Bedburg-Hau eingewiesen wurde. Von dort wurde er nach neun Monaten nach Hessen in die Landesheilanstalt Eichberg „verlegt“, wo er am 30.12.1941 laut Patientenakte an „Siechtum bei Schizophrenie“ gestorben ist. Er wurde 24 Jahre alt. | 27. Mai 2019 Justus-von-Liebig-Hauptschule                              |
| Homberger Straße 342 Lage  | Gustav Grünewald                 | 12. Apr. 1869            | 31. Dez. 1943 Provinzial-Heil- und Pflegeanstalt Ueckermünde | Der Wirt Gustav Grünewald, geboren als Sohn eines Wirtes am 12. April 1869 in Gevelsberg, war verheiratet mit der 1871 in Mülheim geborenen Auguste Rademacher. Die beiden Kinder aus dieser Ehe, Alfred und Sofia, waren 1898 und 1899 noch in Horst, Kreis Hattingen, geboren. 1905 bezog die Familie eine Wohnung in der Cäcilienstraße 1, im November 1914 erfolgte der Umzug in das neu gegründete Lokal Grünewald in der Actienstraße 342, der heutigen Homberger Straße / Ecke Cäcilienstraße. Das gutbürgerliche Lokal entwickelte sich sehr gut nicht nur in der Kaiserzeit, sondern auch, trotz der Verluste während der Inflation, in den 1920er und 1930er Jahren. Die Einlieferung Gustav Grünewalds in die zuständige Psychiatrie von Düsseldorf-Grafenberg erfolgte am 20. April 1943, die ärztliche Diagnose lautete auf „senile paranoide Geistesstörung“. Bereits tags darauf folgte eine Verlegung in die Anstalt Johannistal-Waldniel. Am 6. Juli wurde Gustav Grünewald auf Anordnung des Oberpräsidenten der Rheinprovinz „aus Luftschutzgründen“ der Provinzial-Heil- und Pflegeanstalt Ueckermünde am Stettiner Haff zugeführt. Dort verstarb er ein halbes Jahr später am 31. Dezember 1943 – nach „zwei Wochen zunehmender Hinfälligkeit“, wie die Krankenakte belegt. | 7. Okt. 2020 Geschwister Scholl – Gesamtschule                          |
| Karlstraße 86 Lage         | Gertrud Coblenz                  | 1886                     | 29. Juli 1941 Tötungsanstalt Hadamar                         | Im Alter von 52 Jahren wurde Gertrud Coblenz 1938 in die Psychiatrie in Bedburg-Hau eingeliefert. Der Grund ist unbekannt. Nach mehreren Verlegungen in sogenannte „Zwischenanstalten“ wurde sie am 29. Juli 1941 in die Tötungsanstalt Hadamar deportiert und am selben Tag in der dortigen Gaskammer ermordet. Zur Verschleierung und um weitere Pflegegelder einzustreichen, wurde ein drei Wochen späteres Todesdatum angegeben. Sie wurde Opfer der Aktion T4. | 7. Okt. 2020 Geschwister Scholl – Gesamtschule                          |
| Schmale Straße 2 Lage      | Johann Schürmann                 | 24. Mai 1895             | 8. März 1940 Tötungsanstalt Brandenburg                      | Die Informationen über Johann Schürmann, der am 24. Mai 1895 in Hochstraß geboren wurde, sind spärlich. Sein Vater, Johann Schürmann, war Kaufmann und Mitglied der freien evangelischen Gemeinde. Seine Mutter war Christina Schürmann, geb. Möller. Johann Schürmann hatte zwei Schwestern, Elisabeth und Maria. Warum er im Februar 1939 in die Heil- und Pflegeanstalt in Bedburg-Hau eingewiesen wurde, ist unbekannt. Zu diesem Zeitpunkt wohnte er in der Schmale Straße 2. Die Krankenakte ist verloren. Anfang März 1940 kam es zum Beschluss, in Bedburg-Hau ein Marinelazarett einzurichten. Hierzu wurde die Heil- und Pflegeanstalt zu einem wesentlichen Teil „geräumt“. Es kam zur Verlegung von 1783 Patienten. Ziel waren zumeist Tötungsanstalten. Am 8. März 1940 ging auch ein Transport mit 355 Patienten in die Tötungsanstalt Brandenburg an der Havel. Johann Schürmanns offizieller Todestag, wie man ihn auf der Meldekarte findet, ist der 2. April 1940. Wahrscheinlich wurde er jedoch schon am 8. März 1940, am Tag seiner Verlegung nach Brandenburg, ermordet. Vielleicht hat der Transport auch etwas mehr als einen Tag gedauert. In Brandenburg gab es aber keine Möglichkeit, die Ankommenden auch nur einen Tag unterzubringen. Sie kamen deshalb unmittelbar vom Transport in die Gaskammer. Neben anderen Moersern war auch Johann Schürmann unter den Opfern. Er wurde im Rahmen der Aktion T4 ermordet. | 7. Okt. 2020 Gymnasium Rheinkamp                                        |
| Beuthener Straße 1f Lage   | Ernst Hartmann                   | 4. Aug. 1901             | 2. Apr. 1940 Tötungsanstalt Brandenburg                      | Ernst Hartmann wurde am 4. August 1901 in Dresden geboren. Im Jahre 1922 kam er nach Moers und fand eine Beschäftigung als landwirtschaftlicher Arbeiter. Seit Mai 1936 lebte er auf der Beuthener Str. 1f. Ernst Hartmann war nicht verheiratet und hatte keine Kinder. Am 15. Juli 1937 wurde er in der Heil- und Pflegeanstalt Bedburg-Hau aufgenommen. Über die Gründe seiner Aufnahme und über seinen Aufenthalt in Bedburg-Hau ist nichts bekannt. Am 6. März 1940 wurde er von Bedburg-Hau nach Waldheim verlegt. Es handelte sich um einen Transport von 150 Männern, die zuvor Insassen des Bedburger Bewahrungshauses gewesen waren. Ernst Hartmann wurde, gemeinsam mit mehreren Moersern, am 2. April 1940 in Brandenburg an der Havel vergast und zählt somit zu den Opfern der „Aktion T4“. In seiner Meldekarte wurde kein Todesdatum notiert. | 7. Okt. 2020 Europaschule Rheinberg                                     |
| Donaustraße 32 Lage        | Ignatz Wozniak                   | 13. Okt. 1920            | 28. Jan. 1944 Landesheilanstalt Altscherbitz                 | Ignatz Wozniak wurde 1920 in Moers geboren. Nach der 6. Klasse wurde er aus der Volksschule entlassen. Anschließend arbeitete er u. a. als Melker und Lagerarbeiter. Anfang Oktober 1939 erfolgte die Einberufung zur Wehrmacht. Trotz mäßiger Prüfungsergebnisse erklärte man ihn als tauglich. Nachdem er Anfang 1941 bei der Verteidigung wichtiger Anlagen gegen Luftangriffe eingesetzt worden war, verbrachte er anschließend mehrere Monate im Lazarett. Ein Zusammenhang zwischen seinen Erlebnissen als Soldat zu Beginn des Jahres und seiner Einlieferung ins Lazarett liegt nahe. Dort wurden die Diagnosen „angeborener Schwachsinn mittleren Grades“ und „Schizophrenie“ gestellt. Man erklärte ihn nach seinem Lazarettaufenthalt für dienstunfähig und entließ ihn im August 1941 nach Hause. Die Ärzte betonten, dass seine Dienstunfähigkeit angeboren und nicht auf eine Wehrdienstbeschädigung zurückzuführen sei. Im Februar 1942 wurde Ignatz Wozniak in die Heil- und Pflegeanstalt Düsseldorf-Grafenberg eingewiesen. Nach Altscherbitz, einer Heil- und Pflegeanstalt bei Leipzig, wurde er im März 1943 verlegt. Er starb dort am 28. Januar 1944, sehr wahrscheinlich an Unterernährung, medizinischer Vernachlässigung oder gezielter medikamentöser Tötung. | 7. Okt. 2020 Gymnasium Filder Benden                                    |
| Homberger Straße 13 Lage   | Leopold Isaacson                 | 11. Aug. 1880            | 25. Jan. 1938 Flucht in den Tod                              | Leopold Isaacson wurde in Dinslaken geboren und kam über Gelsenkirchen nach Moers. Er heiratete die aus Duisburg stammende Rosa Kann, die in Moers mit ihrer Schwester Elly ein Damenputzgeschäft betrieb. Im September 1914 kamen die Zwillinge Ernst Wilhelm und Heinz Josef zur Welt. Der zweite Name der beiden Jungen waren dem deutschen und dem österreichischen Kaiser gewidmet. Worin die nationale Einstellung der Eltern zum Ausdruck kam. Sie fühlten sich als Deutsche jüdischen Glaubens. Leopold kämpfte zu dieser Zeit als Unteroffizier einer Funktruppe bei Metz an der Westfront. Nachdem die Schwester Elly nach Dinslaken geheiratet hatte, betrieb das Ehepaar nach Leopolds Rückkehr aus dem Krieg das Geschäft weiter und führte ein bürgerliches Leben. Der Frieden der Familie nahm mit der Machtergreifung der Nationalsozialisten ein jähes Ende. Ernst Wilhelm ging bereits 1934 für eine landwirtschaftliche Ausbildung in die Niederlande und wanderte 1938 nach Palästina aus. Der Sohn Heinz Josef ging 1934 nach Berlin, um Theologie zu studieren und wurde 1936 wegen Asthmas zwangssterilisiert. Die Mutter, die das verhindern wollte, fuhr nach Berlin. Sie kam zu spät und starb dort am 6. Juli 1936 an einem Herzanfall. Leopold musste 1937 das Geschäft aufgeben und das Haus verkaufen. Er zog am 14. Juni 1937 in die Fieselstraße 17. Offensichtlich hoffnungslos wählte er am 25. Januar 1938 die Flucht in den Tod. | 7. Okt. 2020 Heinrich Pattberg Realschule                               |
| Homberger Straße 13 Lage   | Rosa Isaacson                    | 27. März 1886            | 6. Juli 1936 Herzanfall in Berlin-Nikolassee                 | Rosa Kann stammte aus Duisburg, Sie hatte vier Schwestern, die alle ein Putzmachergeschäft hatten. Rosa bewirtschaftete in Moers ein Geschäft mit ihrer Schwester Elly. Sie heiratet im Jahr 1912 Leopold Isaacson, der in ihr Geschäft eintritt. Als sie am 8. September 1914 ihr beiden Söhne Ernst Wilhelm und Heinz Josef zur Welt brachte, war ihr Mann bereits im Krieg. Sie führte das Geschäft weiter, auch nachdem Elly nach Dinslaken heiratete. Ihr Mann kam aus dem Krieg zurück und sie führten ein bürgerliches Leben. Die Söhne waren in Sportvereinen aktiv. Mit der Machtergreifung der Nationalsozialisten wurde alles anders. Die Söhne bereiteten ab 1934 sich auf die Auswanderung vor. Ernst Wilhelm ging nach Holland, um eine landwirtschaftliche Ausbildung zu machen. Heinz Josef ging zum Studium der Theologie nach Berlin. Dort wurde er 1936 wegen Asthmas sterilisiert. Rosa reiste vergeblich nach Berlin, um dieses zu verhindern. Die Aufregung war offensichtlich zu groß. Sie starb am 6. Juli 1936 in Berlin – Nikolassee an einem Herzanfall. | 7. Okt. 2020 Heinrich Pattberg Realschule                               |
| Homberger Straße 13 Lage   | Heinz Josef Isaacson             | 8. Sep. 1914             | 1940 Folgen der Asthmaerkrankung                             | Heinz Josef Isaacson wurde mit seinem Zwillingsbruder Ernst Wilhelm als Sohn von Rosa und Leopold Isaacson am 8. September 1914 geboren. Die Jungen wuchsen in den ersten Jahren ohne Vater auf, da dieser seit Kriegsbeginn in der Wehrmacht diente. Sie gingen zunächst zur jüdischen Volksschule am Neumarkt, in der zugleich 8 Jahrgangsstufen unterrichtet wurden. Danach besuchten sie die Oberrealschule, die in das Lyzeum an der Homberger Straße integriert war. Es ist nicht klar, ob Heinz Josef in Moers das Abitur gemacht hat. Jedenfalls ging er im Herbst 1934 nach Berlin zum Studium der Theologie, um danach Rabbiner zu werden. Auf amtliche Anordnung wurde er 1936 wegen seines Asthmas zwangssterilisiert. Asthma als Sterilisierungsgrund war durch das Gesetz zur Verhütung erbkranken Nachwuchses nicht abgedeckt. Die Nürnberger Gesetze enthalten keine Regelungen zur Zwangssterilisierung. Die Maßnahmen der Gesundheitsämter und der Erbgesundheitsgerichte folgten der rassisch begründeten Nazi-Ideologie ohne rechtliche Grundlage. Heinz Josef musste in Berlin den Herztod seiner Mutter erleben, die zu seiner Unterstützung angereist war. Nach diesen Ereignissen ist Heinz Josef offensichtlich nach Moers zurückgegangen, denn zum Zeitpunkt der Selbsttötung des Vaters war er an dessen Adresse in der Fieselstraße 17 gemeldet. Kurz nach dem Tod des Vaters zog er Anfang 1938 nach Duisburg. Von dort gelang ihm mit Hilfe des Rabbiners Dr. Neumark die Flucht nach Palästina. Hier nahm er in Jerusalem seine Studien wieder auf, erlag jedoch 1940 seinem Asthmaleiden. | 7. Okt. 2020 Heinrich Pattberg Realschule                               |
| Homberger Straße 13 Lage   | Ernst Wilhelm Isaacson           | 8. Sep. 1914             | unbekannt letzter Wohnsitz Givʿatajim, Israel                | Ernst Wilhelm Isaacson wurde mit seinem Zwillingsbruder Heinz Josef als Sohn von Rosa und Leopold Isaacson am 8. September 1914 geboren. Die Jungen wuchsen in den ersten Jahren ohne Vater auf, da dieser seit Kriegsbeginn in der Wehrmacht diente. Sie gingen zunächst zur jüdischen Volksschule am Neumarkt, in der zugleich 8 Jahrgangsstufen unterrichtet wurden. Danach besuchten sie die Oberrealschule, die in das Lyzeum an der Homberger Straße integriert war. Ernst Wilhelm war technisch interessiert und machte gerne Sport. Im Jahr 1930 trat er eine Lehre bei der Krefelder Textilfirma Kaufmann an. Ernst Wilhelm hatte sich in der Wandervogelbewegung umgeschaut, dann in der sozialistischen Arbeiterbewegung und schließlich in einer jüdischen Jugendbewegung. Schrittweise entwickelte sich ein zionistisches Denken. Nach der Machtergreifung der Nationalsozialisten änderte sich die Situation. Ernst Wilhelm ging 1934 in die Niederlande und bereitete sich mit einer Ausbildung zum Landwirtschaftsexperten auf ein Leben in Palästina vor. Die Tragödie seiner Familie – die Zwangssterilisierung des Bruders, den darauf folgenden Herztod der Mutter und die Flucht des Vaters in den Tod erlebte Ernst Wilhelm nur aus der Ferne. 1938 gelang die Flucht nach Palästina, wo er zunächst in einem Kibbuz lebte und nach zwei Jahren heiratete. Nach der Staatsgründung kam er zur Luftwaffe, wo er bis zu seinem Ruhestand als technischer Lagerverwalter arbeitete. In den 1980er Jahren kam es zum Schriftverkehr mit Edelgard Dalbram, die im Rahmen einer Examensarbeit die Geschichte der Moerser Juden aufarbeitete. Für diese Tätigkeit war er sehr dankbar. Im Jahr 1987 besuchte er mit anderen ehemaligen Moerser Juden die Stadt und war bei der Einweihung des Mahnmals für die Opfer der Shoah zugegen. Zuletzt lebte Ernst Wilhelm Issakson in Givʿatajim. Sein Todesdatum ist unbekannt. | 7. Okt. 2020 Heinrich Pattberg Realschule                               |
| Lerschstraße 25 Lage       | Ilse Schmidt                     | 20. Juni 1940            | 8. Feb. 1943 Waldniel                                        | Ilse Schmidt, am 20. Juni 1940 geboren, war die Tochter des Bergmanns Julius Erich Schmidt aus Moers und seiner Frau Helene. Sie war das mittlere der fünf Kinder der neuapostolischen Familie und litt von Geburt an unter einem Hydrocephalus, landläufig „Wasserkopf“ genannt. Dieser Umstand führt zu einem ballonartig aufgetriebenen Kopf und, damit verbunden, zu einer Schädigung des Gehirns. Mit knapp zweieinhalb Jahren wurde sie in die Rheinische Landesklinik für Jugendpsychiatrie in Bonn gebracht. Die verantwortlichen Ärzte diagnostizierten einen „erheblichen geistigen Defekt bei hochgradiger Hydrocephalie“ mit „neurologischen Besonderheiten vornehmlich links.“ Ein Erfolg durch heiltherapeutische und heilpädagogische Maßnahmen sei nicht zu erwarten. Am 8. Januar 1943 wurde Ilse in die „Kinderfachabteilung Waldniel“ „verlegt“. Ilse Schmidt starb in Waldniel am 8. Februar 1943. | 28. Sep. 2021 Gymnasium Rheinkamp, Gymnasium Filder Benden              |
| Baerler Straße 64 Lage     | Siegfried Callmann               | 18. Mai 1892             | 6. Feb. 1945 KZ Dachau                                       | Siegfried Callmann, geboren am 18. 05. 1892 in Duisburg, war Kaufmann für Manufakturwaren und kam 1920 aus Essen nach Moers; er hatte Jenny Sternberg geheiratet, die in Moers ein Geschäft besaß. Das Ehepaar Callmann hatte 2 Kinder, Ernst-Ludwig, geboren 1923, und Leni, geboren 1924. Am 29.11.1941 musste die Familie Callmann in das „Judenhaus“ in der Rheinberger Straße 33 ziehen. Zu diesem Zeitpunkt war Siegfried Callmann nicht mehr selbständiger Kaufmann. Wie andere Moerser Juden war er zur Arbeit im Gleisbau für die Kreisbahn zwangsverpflichtet worden. Von der Rheinberger Straße aus wurden die Familie am 10.12.1941 in das Ghetto von Riga deportiert. Siegfried Callmann wurde von Riga aus in das Ghetto von Kowno in Litauen verschleppt und von dort am 1.8.1944 in das KZ Dachau, wo er im Außenlager Kaufering arbeiten musste. Hier wurde er am 6.2.1945 ermordet. | 30. Sep. 2021 Gymnasium Adolfinum                                       |
| Baerler Straße 64 Lage     | Jenny Callmann                   | 1. Jan. 1883             | unbekannt Riga                                               | Jenny Sternberg wurde am 1. Januar 1883 in dem kleinen sauerländischen Dorf Leitmar geboren. 1906 war sie über Iserlohn nach Moers gekommen, hatte in der Homberger Straße 47 gewohnt und ein Geschäft gegründet. 1920 heiratete sie Siegfried Callmann. Das Ehepaar Callmann hatte 2 Kinder, Ernst-Ludwig, geboren 1923, und Leni, geboren 1924. Die Familie zog mehrfach um und wohnte ab 1930 in der Baerler Straße 64. Am 29. November 1941 musste die Familie in das „Judenhaus“ in der Rheinberger Straße 33 ziehen, noch kurz bevor sie am 10. Dezember 1941 in das Ghetto von Riga deportiert wurde. Wann Jenny Callmann dort ermordet wurde, ist unbekannt. | 30. Sep. 2021 Gymnasium Adolfinum                                       |
| Baerler Straße 64 Lage     | Ernst-Ludwig Callmann            | 9. Feb. 1923             | unbekannt Riga                                               | Ernst-Ludwig Callmann, geboren am 9. Februar 1923, hatte 1937 die jüdische Volksschule abgeschlossen und wurde anschließend nach Würzburg geschickt, wo sich eine Schule und eine Hochschule orthodoxer Ausrichtung befanden, die Volksschullehrer und Rabbiner ausbildete. Nach dem Novemberpogrom von 1938 kehrte Ernst-Ludwig nach Hause zurück. Der Schulbetrieb war eingestellt worden. Im Frühjahr 1940 wurde der Jugendliche nach Ahlem geschickt. Dort befand sich eine jüdische Gartenbauschule mit angeschlossenem Internat. Hier sollten jüdische Jugendliche praktisch und theoretisch in Gartenbau und Landwirtschaft unterrichtet werden, um sie für eine Auswanderung nach Palästina vorzubereiten. Ende Mai 1941 kam Ernst-Ludwig aus Ahlem zurück und blieb in der Folgezeit bei seinen Eltern in Moers. Am 29. November 1941 musste die Familie in das „Judenhaus“ in der Rheinberger Straße 33 ziehen, noch kurz bevor sie am 10. Dezember 1941 in das Ghetto von Riga deportiert wurde. Wann Ernst-Ludwig Callmann dort ermordet wurde, ist unbekannt. | 30. Sep. 2021 Gymnasium Adolfinum                                       |
| Baerler Straße 64 Lage     | Leni Callmann                    | 26. Sep. 1924            | 26. Sep. 1924 KZ Stutthof                                    | Leni Callmann, geboren am 26. September 1924, wurde wie ihr Bruder nach Ahlem geschickt, allerdings nur für eine kurze Zeit im Sommer 1939. Leni blieb bis zu der Verschleppung der Familie in das Ghetto von Riga am 10. Dezember 1941 bei ihren Eltern. Im Frühjahr kam sie im Zuge der Auflösung des Ghettos in Riga in das neu errichtete KZ Riga-Kaiserwald, wo sie weiterhin Zwangsarbeit leisten musste. Mit dem Vorrücken der sowjetischen Armee wurde das KZ aufgelöst. Viele der Häftlinge wurden über die Ostsee in das KZ Stutthof verschleppt. Darunter war auch Leni Callman, die am 19. Juli 1944 in Stutthof ermordet wurde. | 30. Sep. 2021 Gymnasium Adolfinum                                       |
| Baerler Straße 64 Lage     | Adele Sternberg                  | 27. Jan. 1871            | 6. Sep. 1942 Theresienstadt                                  | Adele Sternberg, geboren am 27. Januar 1871 in Leitmar, lebte mit ihren Schwestern Rosa und Jenny, verheiratete Callmann (siehe dort), in der Baerler Straße 64. In der Meldekarte ist ihr Beruf mit Geschäftsinhaberin angegeben. Wie ihre Schwester Jenny kam sie 1906 nach Moers. Jenny war mit ihrer Familie bereits am 10. Dezember 1941 nach Riga deportiert worden. Adele und Rosa Sternberg gehörten zu der Gruppe der älteren Juden, die man zunächst „verschont“ hatte. Auch sie mussten das Haus in der Baerler Straße verlassen, mussten zweimal umziehen; zunächst in das sogenannte Judenhaus in der Kirchstraße 11 und dann in das Judenhaus in der Burgstraße 16. Von dort aus wurden sie am 24. Juli 1942 mit ihrer Schwester und anderen Mitgliedern der Moerser Synagogengemeinde in das Ghetto Theresienstadt deportiert. Das war die zweite Deportation von Moerser Juden. Adele wurde am 6. September 1942 in Theresienstadt ermordet. | 30. Sep. 2021 Gymnasium Adolfinum                                       |
| Baerler Straße 64 Lage     | Rosa Sternberg                   | 17. Juli 1873            | 29. Sep. 1942 Treblinka                                      | Rosa Sternberg, geboren am 17. Juli 1873 in Leitmar, zog im Jahr 1912 zu ihren Schwestern Adele und Jenny, verheiratete Callmann (siehe dort), nach Moers. In der Meldekarte wird angegeben, dass sie ohne Beruf sei. Mehrfach lebte sie danach für einige Monate an anderen Orten, kam aber immer wieder nach Moers zurück. Vermutlich war sie auch im Geschäft ihrer beiden Schwestern tätig. Jenny war mit ihrer Familie bereits am 10. Dezember 1941 nach Riga deportiert worden. Rosa und Adele Sternberg gehörten zu der Gruppe der älteren Juden, die man zunächst „verschont“ hatte. Auch sie mussten das Haus in der Baerler Straße verlassen, mussten zweimal umziehen; zunächst in das sogenannte Judenhaus in der Kirchstraße 11 und dann in das Judenhaus in der Burgstraße 16. Von dort aus wurden sie am 24. Juli 1942 mit ihrer Schwester und anderen Mitgliedern der Moerser Synagogengemeinde in das Ghetto Theresienstadt deportiert. Das war die 2. Deportation von Moerser Juden. Rosa wurde weiter nach Treblinka verschleppt und dort am 29. September 1942 ermordet. | 30. Sep. 2021 Gymnasium Adolfinum                                       |
| Westerbruchstraße 33 Lage  | Katharina Nühlen                 | 26. Nov. 1905            | 4. Apr. 1940 Schloss Grafeneck                               | Katharina Nühlen wurde am 26. November 1905 als Katharina Orscheck in Moers-Asberg geboren. Als Kind litt sie unter Rachitis. Im Jahr 1926 heiratete sie den Schuhmacher Walter Nühlen. Aus der Ehe gingen zwei gesunde Söhne hervor. Katharina Nühlen wurde lt. erhaltener Krankenakte wegen epileptischer Anfälle von 1932 bis 1940 mehrfach in der Heil- und Pflegeanstalt Bedburg-Hau aufgenommen. Bei den letzten Einträgen 1940 wird ihr totale Verwirrtheit, Benommenheit und Gedächtnisschwäche bescheinigt, wozu möglicherweise die Behandlung mit starken Medikamenten beigetragen hat. Katharina Nühlen wurde am 4.4.1940 in die Tötungsanstalt Schloss Grafeneck auf der Schwäbischen Alb bei Reutlingen „verlegt“, wo sie am gleichen Tag im Rahmen der „Aktion T4“ ermordet wurde. In der Tötungsanstalt Grafeneck wurden im Jahr 1940 im Rahmen der Krankenmorde systematisch 10 654 Menschen mit Behinderungen umgebracht. Allein aus Bedburg-Hau waren es 455 Patienten. | 30. Sep. 2021 sci:moers                                                 |
| Westerbruchstraße 92 Lage  | Sofi Hoffmann                    | 10. Mai 1886             | 19. Mai 1941 Hadamar                                         | Sofi Hoffmann wurde als „Sofia-Katharina Argelas“ am 10. Mai 1886 in Steierdorf (damals Österreich-Ungarn) geboren, wo bis zum 12. Lebensjahr die Schule besucht und dann in der Umgebung ihres Wohnortes gearbeitet hat. Die erste in Deutschland aktenkundige Eintragung von Sofi Argelas ist von 1910 in Krefeld. Nach Moers kam sie im November 1912. Am 29. März 1913 heiratete sie ihren Nachbarn, den Bergmann Karl-Friedrich Emil Hoffmann. Sie zogen in die Westerbruchstr. 92, ein Zechenhaus, das zum Schacht IV der Zeche Rheinpreußen gehörte. Bevor die Ehe im November 1925 rechtskräftig geschieden wurde, erfolgte 1924 die Aufnahme von Sofi Hoffmann in die Heil- und Pflegeanstalt Bedburg-Hau. Dort wurde eine umfangreiche Liste von Störungen verzeichnet. Eine Besserung konnte nicht erreicht werden. Am 22. November 1939 erfolgt die letzte Eintragung in Bedburg-Hau: „…. wird heute zur weiteren Behandlung und Pflege der Heilanstalt zu Hildesheim zugeführt“. Bereits am 8. April 1940 kam sie mit einem „Sammeltransport“ nach Eichberg, in eine „Pflegeeinrichtung“ unter der Leitung des SS-Arztes Friedrich Mennecke, die zumeist eine Zwischenstation für die Weiterleitung in die Tötungsanstalt Hadamar war, einer von sechs Stätten, an denen der Patientenmord im Rahmen der „Aktion T4“ stattfand. In Hadamar wurde Sofi Hoffmann am 19. Mai 1941 vergast. | 30. Sep. 2021 Justus von Liebig Schule                                  |
| Kornstraße 18 Lage         | Pauline Hätzel                   | 8. Nov. 1911             | 7. März 1941 Bernburg                                        | Über die am 8. November 1911 in Bedburg geborene Pauline Hätzel ist wenig bekannt, auch nichts über die Art ihrer psychischen Erkrankung. Von ihrer Mutter, einer „unverehelichten Hausiererin“, wunde sie in der damals in Gründung befindlichen „Provinzial-Heil- und Pflegeanstalt Bedburg-Hau“ entbunden. Lt. Meldekarte kam sie im Januar 1923 aus der Fürsorgeerziehung in Düren nach Moers in die damalige Ulmenstraße 18, die heutige Kornstraße. In Moers hatte Gerhard Altenschmidt 1919 ihre Mutter Karolin geheiratet. 1935 wurde Pauline Hätzel, deren Beruf als „Stütze“ angegeben wurde, in die Heil- und Pflegeanstalt Bedburg-Hau eingewiesen. Zusammen mit 212 Frauen und 70 Männern wurde sie am 8. März 1940 von dort in einem Massentransport in die Psychiatrie von Görden bei Brandenburg an der Havel verbracht. Um 1941 in Bedburg-Hau ein Marinelazarett einzurichten, war es dort zur „Verlegung“ von insgesamt 1783 Patienten gekommen. Ziel waren zumeist die sechs großen Tötungsanstalten. Pauline kam am 7. März 1941 – ein Jahr später – in die Tötungsanstalt Bernburg und wurde dort im Rahmen der „Aktion T4“ am selben Tag ermordet. In der Tötungsanstalt Bernburg wurden zwischen 1940 und 1943 mehr als 14.000 Menschen vergast, darunter mindestens vier aus Moers. | 30. Sep. 2021 Mercator Berufskolleg                                     |
| Engelbertstraße 50 Lage    | Christina Leonhards              | 17. Aug. 1882            | 3. Feb. 1944 Tiegenhof                                       | Christina Leonhards wurde am 17. August 1882 als Tochter des Schiffers Heinrich Köhnen und seiner Ehefrau Elisabeth in Homberg geboren. Mit 21 Jahren heiratete sie, die sich inzwischen Christine nannte, den 3 Jahre älteren Zechenarbeiter Gerhard Leonhards, zog mit ihm nach Moers und brachte hier drei Kinder zur Welt. Seit 1913 wohnte die Familie wieder in Homberg, wo Gerhard, der inzwischen als Gemüsehändler tätig war, 1917 im Alter von 38 Jahren starb. 3 Jahre später kehrte Christine mit ihren Kindern nach Moers zurück und bekam im August 1921 noch das Mädchen Christine Köhnen, was auf der Meldekarte als Tochter der Witwe Leonhards vermerkt wurde. Seit 1929 wohnte sie mit ihren Kindern, Schwieger- und Enkelkindern in unterschiedlicher Anzahl im Hause Engelbertstraße 50. Ein Enkel erinnert sich, dass sie wegen ihrer offenen Beine schlecht laufen konnte und gerne im Sessel gesessen hat. Am 2. Dezember 1942 wurde Christine Leonhards im Alter von 60 Jahren in die Provinzial-Heil- und Pflegeanstalt Grafenberg bei Düsseldorf eingeliefert. Der Grund ist nicht bekannt, da es keine Krankenakte mehr gibt. Bereits einen Monat später, Januar 43, kam sie nach Galkhausen bei Langenberg, eine sogenannte Zwischenanstalt. Von dort wurde sie in die Gauheilanstalt Tiegenhof im Kreis Gnesen in Polen überstellt. Ob sie schon in dem Transport war, der dort mit 120 Frauen aus Galkhausen im Juni 1943 eintraf, ist nicht bekannt – aber am 3. Februar 1944 ist Christina Leonhards im Alter von 61 Jahren in Tiegenhof ermordet worden. | 30. Sep. 2021 Geschwister-Scholl-Gesamtschule                           |

## Stolpersteine mit Bezug auf Moers
- Für die Schwafheimer Lehrerin Maria Djuk wurde ein Stolperstein in Mülheim (Althofstraße 44a) verlegt.[53]
- Juliane Bähr, geb. Eckstein, wurde am 28. September 1871 in Moers geboren. Für sie wurde ein Stolperstein in Bornheim gelegt.
- Für die in Moers geborenen Schwestern Rosalia Goldschmidt, geborene Moses, und Johanna Rosenthal, geb. Moses, wurden in Ibbenbüren Stolpersteine verlegt. Rosalia Goldschmidt konnte 1939 zu ihrem Sohn Walter nach Südafrika fliehen.  Johanna Rosenthal wurde am 15. Juni 1942 von Köln nach Theresienstadt deportiert und am 28. September 1942 ermordet.
- Für Fanny Menke, geb. Leyser, geboren am 1. Juni 1891 in Moers, die Tochter von Jenny und die Schwester von Hugo, Julie, Louis und Siegmund wurde ein Stolperstein in Duisburg, Johanniterstraße 6 verlegt. Weil sie mit einem nichtjüdischen Mann verheiratet war, wurde sie nicht „nach Osten“ verschleppt. Sie kam aber in ein Arbeitslager nach Ammendorf bei Halle a. d. Saale, wo sie am 13. Januar 1945 ermordet wurde.
- Für Hermann Michelson, geboren in Moers am 14. Oktober 1858, liegt ein Stolperstein in Mönchengladbach
- Für Selma Regine Rosenthal, geb. Kaufmann, wurde ein Stolperstein in Hagen verlegt.
- Aus Moers nach Riga deportiert wurde 1941 Else Soberski, geb. Voß, die erst nach 1939 nach Moers gekommen war, nachdem ihr Haus in Bad Neuenahr zwangsversteigert worden war.[54] Für sie liegt ein Stolperstein in der Lindenstraße 4 in Bad Neuenahr.